# Patristica

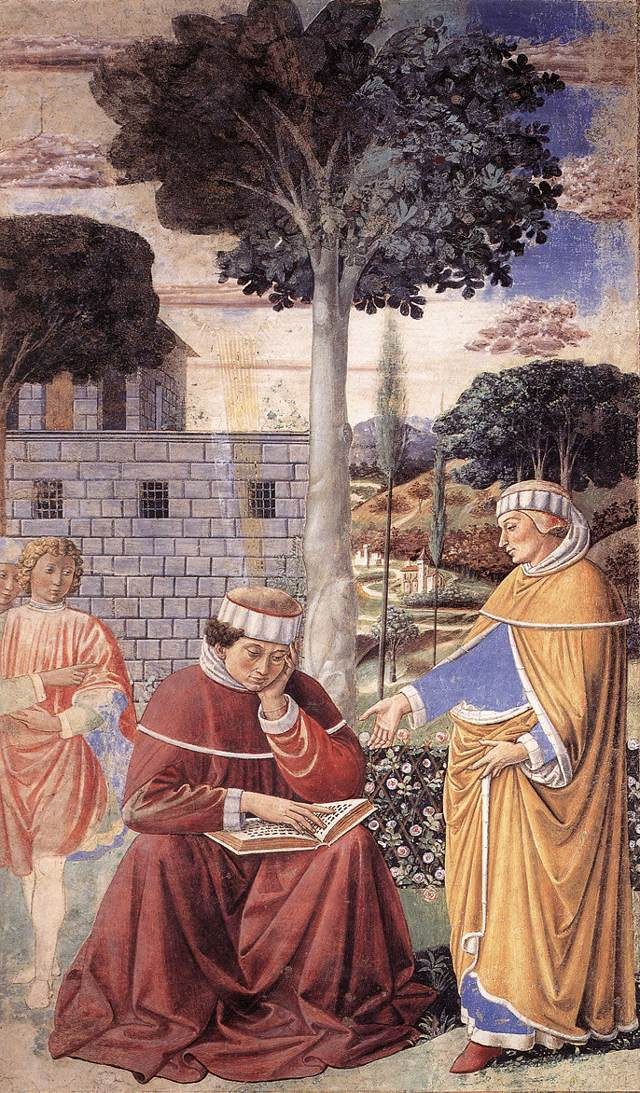
La conversione di Agostino, di Benozzo Gozzoli (dalle Storie della vita di sant'Agostino nell'omonima Chiesa a san Gimignano, 1465)

Con il termine patristica (dal latino pater, patris, "padre") si intende la filosofia cristiana dei primi secoli, sviluppata dai Padri della Chiesa e dagli scrittori ecclesiastici. Questo periodo filosofico-teologico ebbe origine nel II secolo, subito dopo l'età apostolica, quando nelle prime comunità cristiane iniziarono a emergere figure di eruditi dediti alla scrittura di testi apologetici. Questi scritti avevano l'obiettivo di difendere la nuova fede cristiana dalle critiche, dalle accuse e dalle persecuzioni mosse da parte dei pagani, ma miravano anche a stabilire una dottrina uniforme per contrastare deviazioni e eresie all'interno delle comunità cristiane. La rapida diffusione del cristianesimo in un Impero Romano di dimensioni immense rendeva infatti necessaria una coerenza dottrinale che riflettesse fedelmente il messaggio di Cristo.
I primi autori cristiani operarono nel contesto culturale del mondo ellenistico, ricco di tradizioni filosofiche e intellettuali. Essi trassero ispirazione dalla filosofia greca, cercando di conciliarla con la Rivelazione cristiana. Tuttavia, non mancarono posizioni critiche nei confronti dell'uso della cultura pagana. Tra le prime figure di spicco si annoverano Giustino, Taziano, Atenagora e Ireneo, i quali gettarono le fondamenta della teologia cristiana in un'epoca di grande difficoltà per la nuova religione. Nel mondo latino, gli scritti cristiani apparvero in maniera più consistente a partire dal III secolo, quando il cristianesimo si diffuse maggiormente in quelle regioni. Nel frattempo, nel 180, ad Alessandria d'Egitto venne istituita la Scuola catechetica di Alessandria, che mirava a integrare la sapienza greca con le Sacre Scritture per formare insegnanti cristiani e guidare i fedeli.
Con l'emanazione dell'editto di Milano nel 313, l'imperatore Costantino I concesse ai cristiani la libertà di culto. Questo cambiamento epocale segnò una nuova fase per la patristica: il lavoro dei Padri si spostò dalla difesa contro le persecuzioni verso un impegno più intenso nell'evangelizzazione e nello studio sistematico dei testi sacri (esegesi). Furono anche gli anni in cui la diffusione del neoplatonismo riportò in auge il pensiero di Platone, il quale, per molti aspetti, risultava conciliabile con la dottrina cristiana. Mentre in Oriente i tre Padri cappadoci sfruttarono il platonismo per le loro speculazioni teologiche, in Occidente la figura predominante fu quella di Agostino d'Ippona, unanimemente riconosciuto come il più grande filosofo della patristica e una delle massime autorità nella storia della filosofia cristiana. La sua opera, che si estende su temi come la teologia della grazia, la trinità e la città di Dio, ha avuto un'influenza immensa sia nel pensiero religioso che nella filosofia occidentale. 
La morte di Agostino, avvenuta nel 430, segnò la conclusione dell'età aurea della patristica. Negli stessi anni, l'Impero Romano d'Occidente si avviava verso la sua caduta, inaugurando il periodo dei regni romano-barbarici. Questo contesto di declino culturale fu aggravato dalla progressiva perdita della conoscenza della lingua greca in Occidente, una lacuna che ebbe conseguenze significative sullo sviluppo della filosofia cristiana. Tuttavia, alcune figure rilevanti, come Severino Boezio, riuscirono a emergere nonostante le difficoltà. Sebbene i loro lavori manchino di originalità e profondità rispetto ai grandi del passato, essi ebbero il merito fondamentale di preservare e trasmettere opere cruciali fino al medioevo, contribuendo allo sviluppo della filosofia scolastica. In Oriente, l'Impero Bizantino continuò per quasi un millennio, ma anche qui, dopo le straordinarie figure di Dionigi Areopagita e Massimo il Confessore, lo sviluppo della filosofia cristiana subì un rallentamento. Il lavoro di sistematizzazione teologica realizzato da Giovanni Damasceno tra il VII e l'VIII rappresenta il capitolo conclusivo della patristica. Nonostante il declino, il contributo dei Padri della Chiesa rimane un punto di riferimento essenziale per la teologia cristiana e per la storia del pensiero occidentale.

## Caratteri generali

### Definizione
La Patristica, cioè il pensiero degli antichi padri della Chiesa, rappresentò il primo tentativo di fusione fra la tradizione ebraica e la filosofia greca, di cui costoro cercarono di assimilare profondamente il senso del logos, concetto chiave della filosofia greca, in particolare di quella stoica e neoplatonica: logos significava la ragione e il fondamento universale del mondo, in virtù del quale la realtà terrena veniva ricondotta ad un principio intellettivo ideale, in cui risiederebbe la vera dimensione dell'essere. Soprattutto in Plotino, l'ultimo dei grandi filosofi greci, si avvertiva il tema della trascendenza dell'Idea platonica, da lui concepita come la forza spirituale che plasma gli organismi viventi secondo un progetto prestabilito.

### Periodizzazione
La patristica si divide generalmente in tre periodi:
- fino al 200 è dedicata alla difesa del cristianesimo contro i suoi avversari (padri Apologisti, il più noto è Giustino Martire);
- fino al 450 è il periodo in cui sorgono invece i primi grandi sistemi di filosofia cristiana (Clemente Alessandrino, Origene, Eusebio di Cesarea, sant'Agostino);
- fino all'VIII secolo è rielaborazione delle dottrine già formulate e di formulazioni originali (Boezio).

La patristica maggiore orientale svolse un lavoro di esegesi scritturale secondo due direttive:
- la scuola di Antiochia, fondata da Luciano di Antiochia, che ricerca prevalentemente il senso letterale e storico dei Testi sacri;
- la scuola di Alessandria (diretta da Panteno, Clemente Alessandrino, Origene), che predilige il metodo allegorico e tende a costruire una visione sistematica del cristianesimo per mezzo di dottrine filosofiche greche, specialmente platoniche e neoplatoniche. Il Didaskaleion (Scuola catechetica di Alessandria) fu una vera università cristiana.

La patristica maggiore occidentale è rappresentata da quattro Padri: sant'Ambrogio, san Girolamo e sant'Agostino, vissuti fra IV e V secolo, e san Gregorio Magno, vissuto fra VI e VII secolo.

### Patristica greca e patristica latina
La patristica minore è costituita dagli apologisti, difensori della fede cristiana contro ebrei, pagani ed eretici. Si può dividere in due gruppi:
- gli apologisti greci (Aristide, Taziano il Siro, Atenagora di Atene, Giustino), che considerano la filosofia greca come una preparazione della Rivelazione cristiana;
- gli apologisti latini (Minucio Felice, Arnobio, Lattanzio, Tertulliano), che non ammettono continuità e conciliabilità fra speculazione greca e cristianesimo.

## La prima patristica dei Padri apologisti (fino alla fine del III secolo circa)

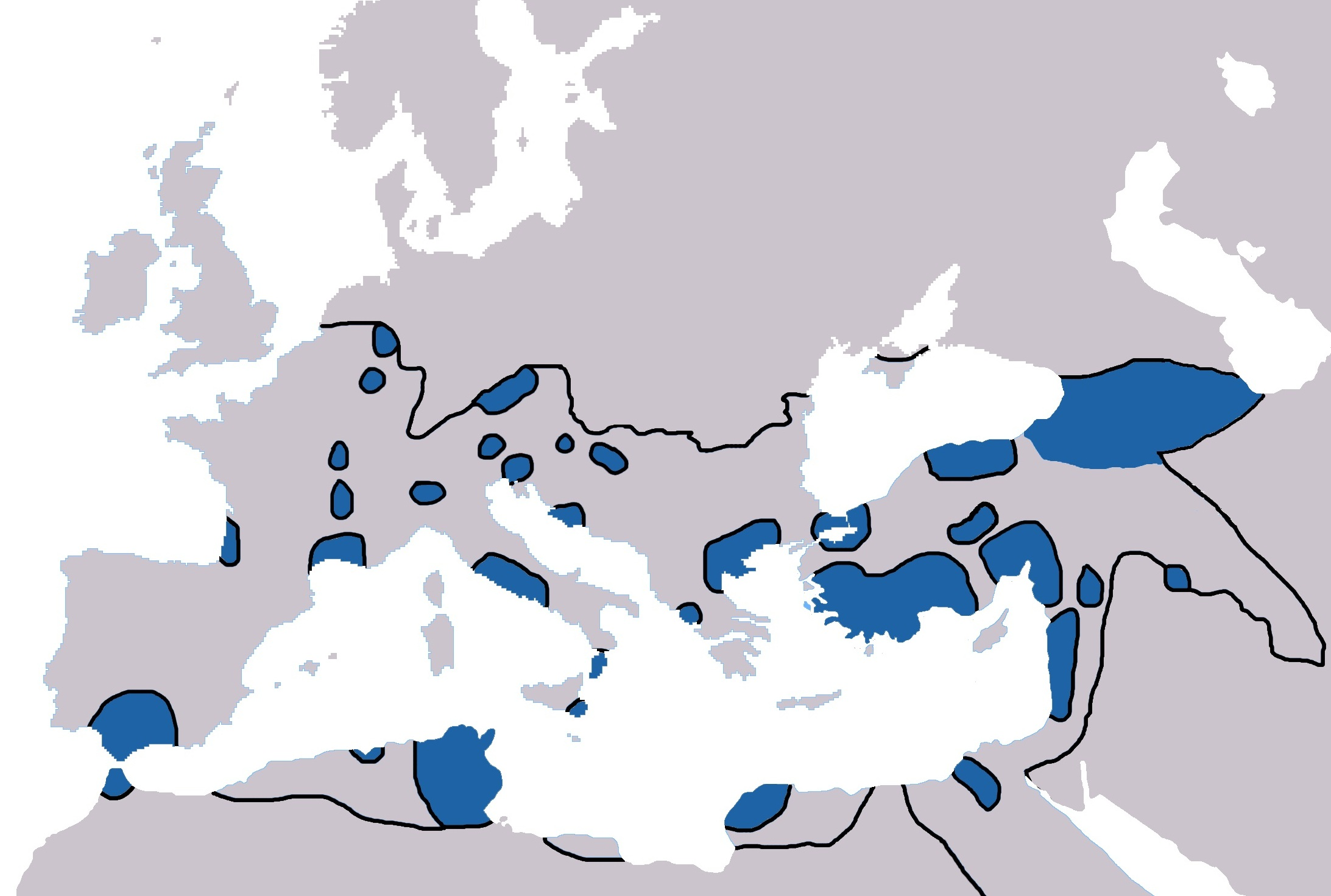
Diffusione del cristianesimo nei primi secoli

Agli albori del cristianesimo, i primi autori cristiani, conosciuti come padri apostolici, si occuparono principalmente di questioni pastorali e pratiche utili all'organizzazione delle prime comunità. Successivamente, con la sempre maggior diffusione della nuova religione, i fedeli si trovarono ad affrontare due principali ostacoli. Il primo era rappresentato dalle persecuzioni da parte delle autorità che accusavano percepivano la mancata partecipazione dei cristiani ai rituali tradizionali come una minaccia alla Pax deorum, ossia alla concordia tra divinità e cittadini, fondamentale per la stabilità della civiltà romana. I cristiani erano accusati di attentare al mos maiorum e, spesso calunniati (misantropia, incesto, antropofagia erano alcune delle accuse più frequenti), venivano utilizzati come capro espiatorio per gli eventi nefasti. Il secondo ostacolo era dovuto dalla proliferazione di deviazioni dottrinali che spesso sfociavano nell'eresia; questo sia perché ancora una esisteva una dottrina ortodossa chiaramente definita, e sia per l'esistenza di numerose comunità diffuse su un vasto territorio, ciascuna delle quali sostanzialmente autonoma rispetto alle altre e con limitati contatti tra di loro.
In questo contesto, agli inizi del II secolo, ebbe inizio l'attività dei cosiddetti padri apologeti cristiani. Ricorrendo ad una prolifica produzione letteraria, essi presentarono una strenua difesa della propria fede dalle accuse tentando nel contempo di consolidare la dottrina contro fraintendimenti e deviazioni. Utilizzando argomentazioni filosofiche, spesso basate sulla filosofia greca, riuscirono a creare una solida base intellettuale che si rivelò fondamentale per lo sviluppo di una teologia cristiana che permise alla nuova fede potesse sopravvivere e prosperare in un ambiente ostile. Con i loro scritti, non solo cercarono di rispondere a tutte le incriminazioni, ma tentarono anche di «accreditare il cristianesimo come vero garante religioso dell'impero» al posto delle antiche tradizioni pagane. Per loro, solo la fede in Cristo rivelava la verità assoluta, una verità che la tradizione classica pagana aveva cercato senza però raggiungere risultati pienamente soddisfacenti.
L'apologetica cristiana ebbe i suoi inizi nel mondo greco-romano e ellenistico, dove la lingua e la filosofia greca erano dominanti. Questo avvenne sia perché il cristianesimo dei primi decenni si era diffuso principalmente in queste aree, sia perché in esse era già presente una lunga tradizione di pensiero filosofico, che fornì un solido substrato per lo sviluppo del primo pensiero cristiano.

### Apologeti greci

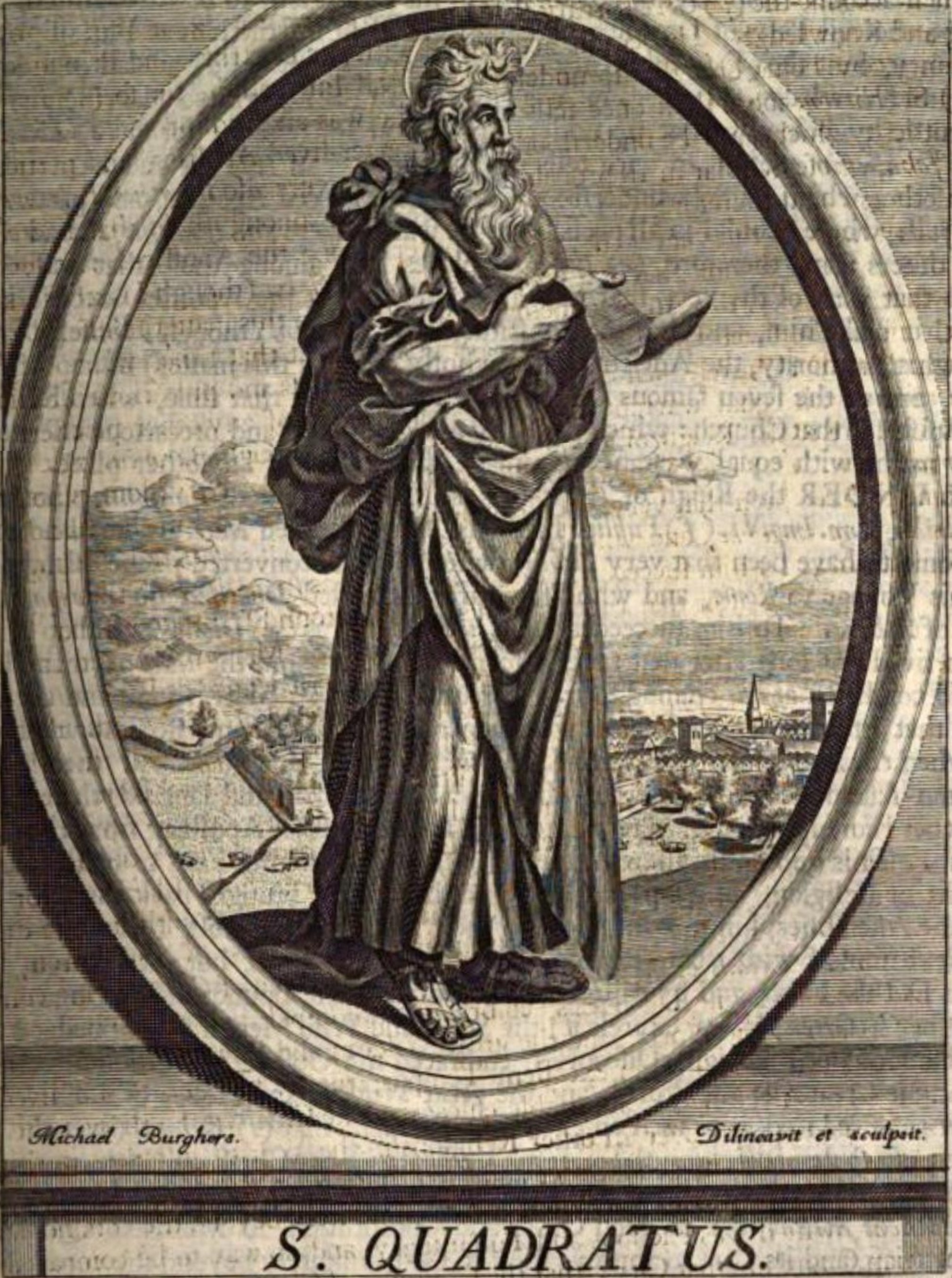
Quadrato di Atene, considerato il primo apologeta cristiano

Le informazioni sulla vita e le opere dei primissimi padri apologeti greci sono scarse, e le principali notizie provengono da Eusebio di Cesarea, che le ha tramandate attraverso la sua Storia Ecclesiastica. Tradizionalmente, il primo autore cristiano ad affrontare anche temi filosofici è considerato Quadrato di Atene, un vescovo greco attivo agli inizi del II secolo. Quadrato scrisse un'apologia indirizzata all'imperatore Adriano per difendere la sua fede dagli attacchi e dalle persecuzioni dell'epoca. In quest'opera, redatta intorno all'anno 124-125 e di cui ci sono pervenuti solo alcuni frammenti, Quadrato affermava che i miracoli di Gesù fossero reali e che i loro effetti perdurassero anche dopo il suo abbandono della Terra. Un altro apologeta di rilievo fu Aristone di Pella, autore del Dialogo di Giasone e Papisco, il primo testo cristiano scritto in forma di dialogo, la cui versione integrale è andata perduta, ma che all'epoca era ampiamente diffuso tra le comunità cristiane. Eusebio di Cesarea menziona anche Apollinare di Ierapoli, autore di numerose opere, tutte perdute, tra cui un'apologia per Marco Aurelio e alcune critiche contro pagani, ebrei e Greci. Melitone di Sardi scrisse una difesa del cristianesimo per Marco Aurelio, esortandolo a porre fine alle persecuzioni. Altre sue opere trattavano temi come la collocazione nel calendario della Pasqua, il battesimo e l'incarnazione di Cristo, di cui si conoscono solo i titoli riportati da Eusebio.
Il più antico testo apologetico che possediamo per intero è quello di Aristide Marciano, un filosofo cristiano vissuto ad Atene intorno al 140, indirizzato all'imperatore Antonino Pio. In questa Apologia, ritrovata nel 1878, Aristide utilizza frequentemente argomentazioni filosofiche per delineare e sostenere una visione cristiana dell'universo, centrata sull'idea di un unico Dio creatore e regolatore di tutto. Ricorrendo a concetti platonici, attribuisce a Dio caratteristiche di immobilità, incomprensibilità e innominabilità. Secondo Aristide, solo questa visione è compatibile con la natura, e perciò conclude che soltanto il cristianesimo rappresenti la vera religione e filosofia.

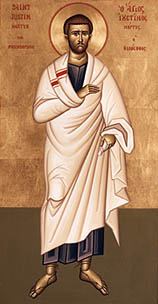
Giustino

Giustino (100-163/167) è considerato il primo grande esponente della patristica in grado di costruire un sistema organico e conclusivo. Nato a Nablus in una famiglia paganesimo, studiò filosofia per poi convertirsi al cristianesimo, religione che difenderà e insegnerà per il resto della sua vita, fino a subire il martirio a Roma durante la persecuzione sotto Marco Aurelio. Tra il 150 e il 155 scrisse un'apologia della religione cristiana indirizzata a Antonino Pio, seguita da una seconda, pensata come appendice alla prima, in occasione della condanna di tre fedeli. Nel suo Dialogo con Trifone, opera dedicata a un certo Marco Pompeo, raccontò la sua evoluzione religiosa, evidenziando i motivi per cui un pagano potesse convertirsi al cristianesimo, che lui considerava «la sola filosofia sicura e utile». Per Giustino, già i più grandi filosofi greci, come Eraclito, Socrate e Platone, potevano essere considerati, benché non avessero potuto conoscere il ministero di Gesù, autori pre-cristiani ispirati da Cristo e precursori del cristianesimo poiché la rivelazione rappresentava «il punto culminante di una rivelazione antica come il genere umano». A suo avviso, la nozione trinitaria fu introdotta già dal platonismo. Giustino poneva anche una grande importanza nel concetto di libero arbitrio e trattò, sebbene brevemente e vagamente, anche del peccato originale. Nel suo pensiero compare anche una delle prime riflessioni sul diritto naturale, inteso come la legge universale ed eterna in accordo con i precetti morali del cristianesimo.
Allievo di Giustino, Taziano il Siro fu influenzato dal suo maestro, ma sviluppò conclusioni originali e talvolta opposte. Dopo essersi inizialmente dedicato alla filosofia greca, si convertì al cristianesimo e, contrariamente a Giustino, giunse a rinnegare e disprezzare la filosofia, ritenendola incompatibile con la fede. Intorno al 172 circa, abbracciò la gnosi di Valentino per poi unirsi alla setta degli Encratiti. Di Taziano sono giunti fino a noi solo due scritti: il più importante è l'Oratio adversus Graecos, in cui, nella prima parte, difende la superiorità del cristianesimo sulla filosofia greca, criticando quest'ultima per le sue contraddizioni e per non aver condannato l'immoralità e l'assurdità della mitologia greca. Nella seconda parte, sostiene l'antichità della religione cristiana, considerandola più antica della stessa civiltà greca. Nell'altra opera sopravvissuta, Diatessaron, Taziano cercò di unire i quattro Vangeli canonici in un'unica narrazione. Dai suoi scritti emerge l'idea di un Dio unico, invisibile, di puro spirito e creatore di tutto, la cui conoscenza è accessibile solo attraverso le sue opere e il creato. Riguardo alla creazione, Taziano riteneva che Dio avesse pronunciato il Verbo, che non si separava da Lui, e che il Verbo avesse creato la materia. Le prime creazioni del Verbo furono gli angeli, che, essendo proiezioni, non erano perfetti ma agivano per volontà divina. La ribellione del primo angelo, Lucifero, portò all'esclusione di una parte del creato dal rapporto con il Verbo, e anche gli uomini, che seguirono gli angeli ribelli, divennero mortali.
Atenagora di Atene è l'autore di un'Apologia in favore dei Cristiani, un testo apologetico in cui risponde puntualmente alle tre principali accuse mosse contro i cristiani: ateismo (per la mancanza di fede nelle divinità pagane), incesto (per il loro insegnamento sull'amore fraterno) e cannibalismo (a causa del rito eucaristico). Sostiene inoltre che i cristiani non fossero cittadini di un impero terreno, ma soggetti a un Dio che non era l'imperatore. Atenagora affermò anche che i filosofi greci, come Aristotele e gli stoici, fossero in realtà monoteisti, e che quindi la fede cristiana in un unico Dio non fosse un'innovazione criminale. Nell'opera Sulla resurrezione dei morti, a lui attribuita ma con molti dubbi, tentò di dimostrare la possibilità della risurrezione dei corpi. Secondo Atenagora, l'uomo è stato creato per contemplare l'opera di Dio e la risurrezione garantisce la sua perpetuità. Inoltre, poiché Dio ha creato l'uomo come anima e corpo, entrambi dovranno seguire lo stesso destino. Con il giudizio universale, ogni individuo riceverà un premio o una punizione, che non potrà essere attribuito solo all'anima, rendendo necessaria la risurrezione del corpo.

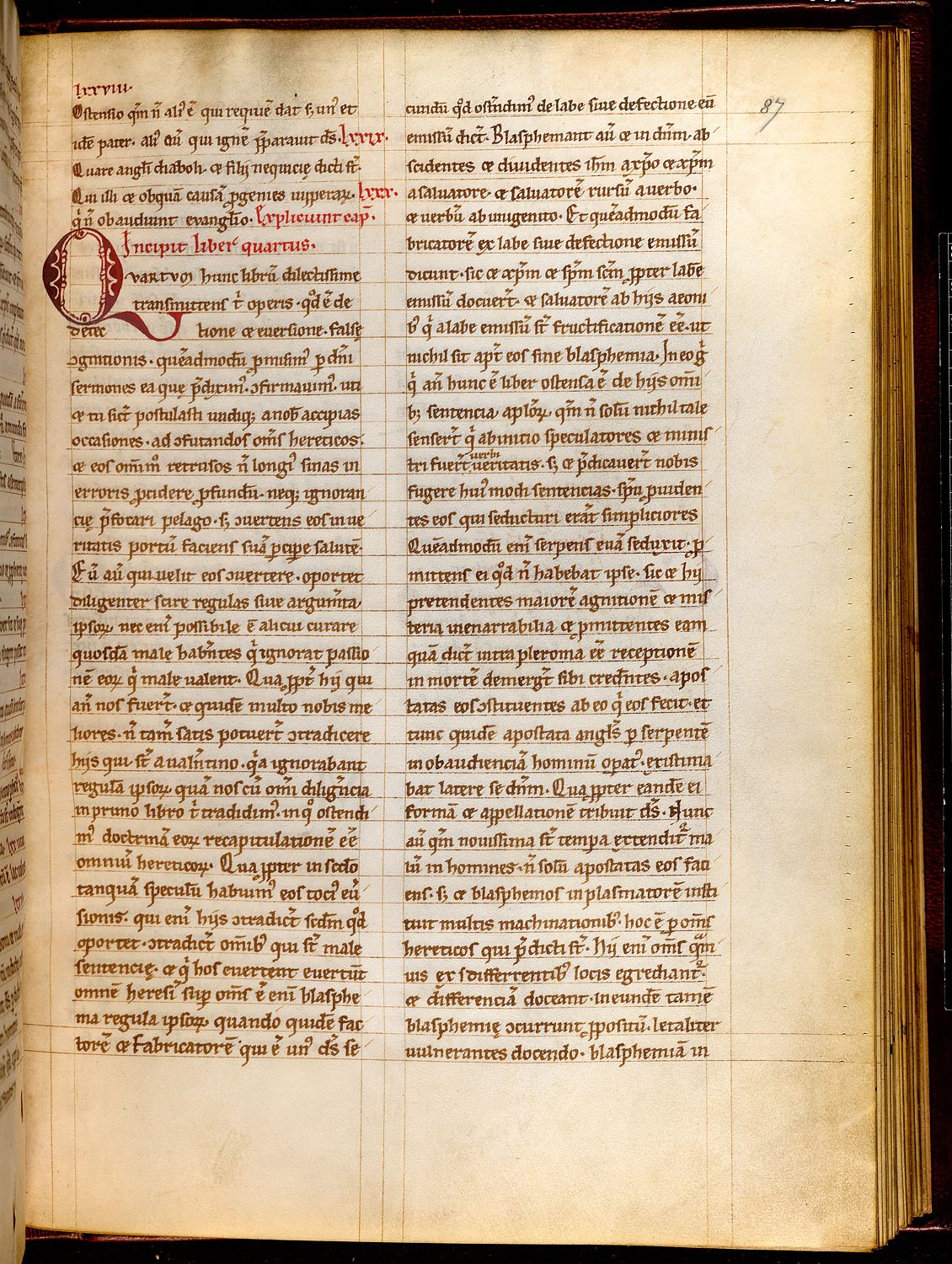
Pagine dell'Adversus Haereses di Ireneo di Lione

Diversamente dai suoi predecessori, l'apologeta greco Ireneo di Lione non si concentrò sulla difesa del cristianesimo dalle accuse, ma piuttosto sullo sviluppo di un sistema ecclesiologico contro le numerose eresie e deviazioni che minacciavano l'unità della dottrina cristiana. Nella sua celebre opera Adversus Haereses, condannò in particolare lo gnosticismo e contribuì a delineare l'idea di una Chiesa unica, definita successivamente come «grandissima e antichissima e a tutti nota, fondata e stabilita a Roma dai due gloriosissimi apostoli Pietro e Paolo». Con questa affermazione, cercò di distinguere la Chiesa ufficiale dai gruppi marginali che avevano sviluppato dottrine proprie, non riconosciute dalla maggioranza dei cristiani. Ireneo è quindi considerato uno dei principali autori che ha definito i punti fondamentali della dottrina cristiana, elaborandone una sintesi globale. La sua influenza fu tale che da lui nacque una serie di scrittori che cercarono di ripristinare la purezza primitiva di concetti fondamentali. In ambito escatologico, descrisse nel dettaglio la fine del mondo, introducendo il numero 666 come simbolo del numero della bestia, associato all'anticristo, emblema del male e del disordine.

### Apologeti latini

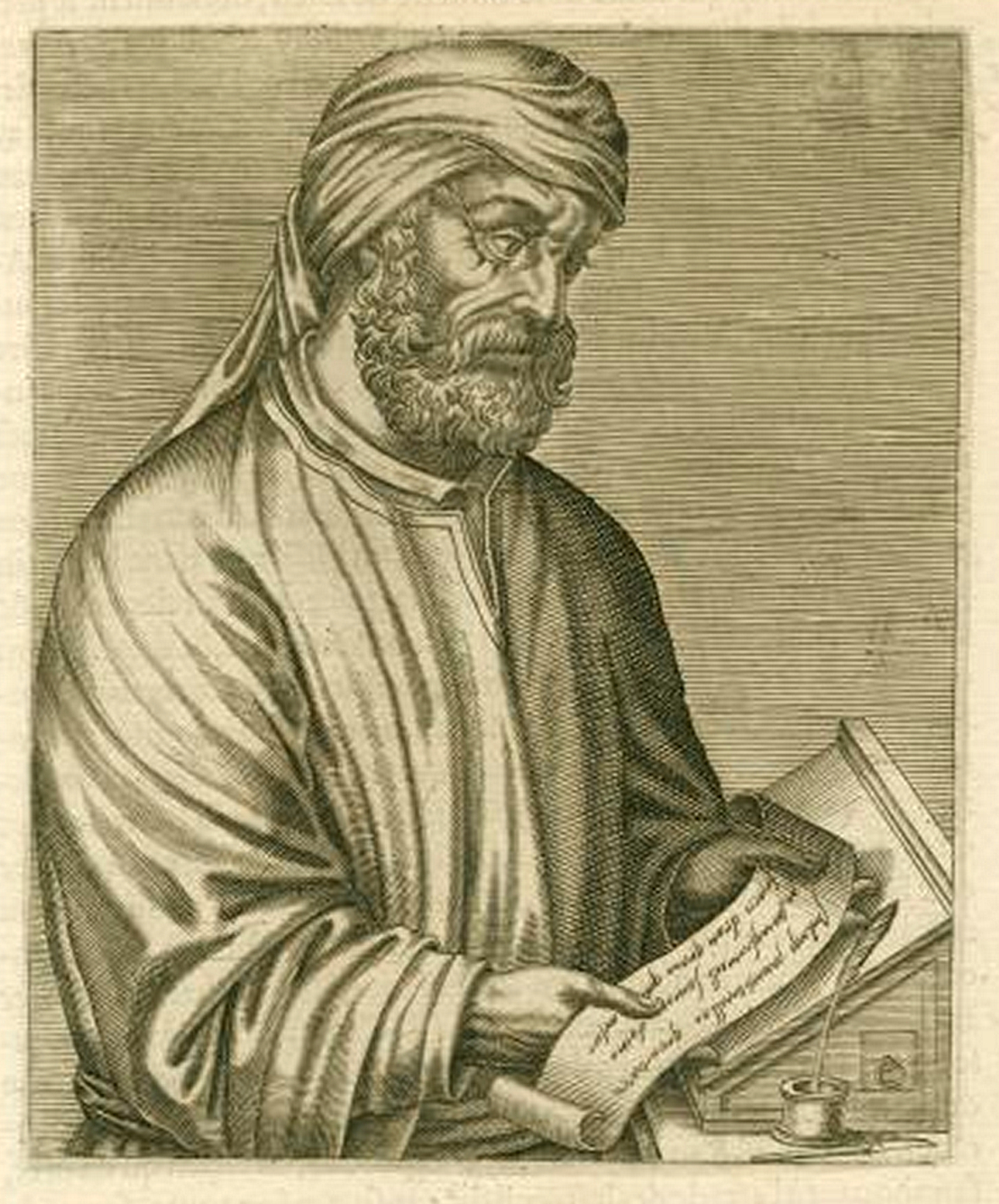
Quinto Settimio Fiorente Tertulliano

Tra il II e il III secolo, il cristianesimo si diffuse maggiormente nell'Occidente latino, e di conseguenza iniziarono ad emergere apologeti cristiani che scrivevano in lingua latina. Claudio Moreschini ha osservato che «il passaggio delle speculazioni teologiche e filosofiche cristiane dall'Oriente all'Occidente avvenne in modo naturale: l'Oriente, come sempre nel mondo antico, aveva aperto la strada al pensiero filosofico, mentre l'Occidente latino ne proseguì l'elaborazione, sebbene con una profondità inferiore». Lo sviluppo della filosofia cristiana latina ebbe inizio nel nord Africa, che all'epoca era una delle regioni più avanzate dell'Impero.
Tertulliano è considerato uno dei più importanti filosofi del suo tempo, noto per aver introdotto il pensiero filosofico cristiano nel mondo latino. Nato a Cartagine, probabilmente fu avvocato a Roma. Dopo essersi convertito al cristianesimo, dedicò una vasta produzione letteraria polemica alla nuova fede. In età adulta, aderì alla setta dei montanisti, distaccandosi dal cristianesimo tradizionale. Tertulliano ricorse la sua formazione giuridica per argomentare che il cristianesimo avesse il diritto esclusivo di interpretare le sacre scritture, poiché, secondo la legge romana, chi utilizzava un bene per un tempo sufficiente diventava il suo proprietario legale. Applicando questa logica alle scritture, concludeva che queste appartenessero ai cristiani, che le avevano seguite fin dall'inizio, e non ad altre dottrine, che le avevano adottate successivamente. Tertulliano criticò severamente gli gnostici, accusandoli di interpretazioni metafisiche inaccettabili, sostenendo che ogni cristiano dovesse accettare la fede senza giudicarla, ma solo credendo nella parola di Cristo. Condannò anche la filosofia, considerata responsabile di molte dottrine eretiche, arrivando a definire i filosofi come «i patriarchi degli eretici». Tertulliano è celebre anche per essere tra i primi a esprimere il concetto di Trinità con una terminologia latina rigorosa, conferendogli una molteplicità di ipostasi. Questa dottrina anticipò di circa un secolo il concilio di Nicea, tanto che il teologo moderno Roger Olson lo definì «il padre della dottrina trinitaria», mentre il gesuita Joseph Moingt considerò la sua opera Adversus Praxean il primo trattato trinitario della storia della Chiesa. Tuttavia, alcuni considerarono la sua dottrina non perfettamente conforme alla formula nicena, accusandolo di subordinazionismo affine all'arianesimo.
Contemporaneo di Tertulliano, Marco Minucio Felice scrisse il dialogo apologetico Octavius. In quest'opera, il cristiano Ottavio discute con il pagano Cecilio riguardo alle loro fedi, con Minucio stesso che funge da arbitro della disputa. Alla fine, Cecilio ammette la falsità del proprio culto e riconosce le ragioni di Ottavio a favore del cristianesimo. Ippolito di Roma, teologo e primo antipapa della storia, fu un prolifico scrittore, autore di opere di dogmatica, apologetica, commento alle Sacre Scritture e critica delle eresie. La sua opera più importante è la Confutazione di tutte le eresie (nota anche come Philosophumena). Novaziano, teologo e presbitero, dedicò gran parte della sua produzione letteraria a temi riguardanti il comportamento cristiano durante il periodo di persecuzioni e potenziali scismi. Dopo Tertulliano e Minucio Felice, i successivi filosofi cristiani latini non uguagliarono gli stessi livelli per decenni, limitandosi a un approfondimento delle opere precedenti.

### La scuola di Alessandria

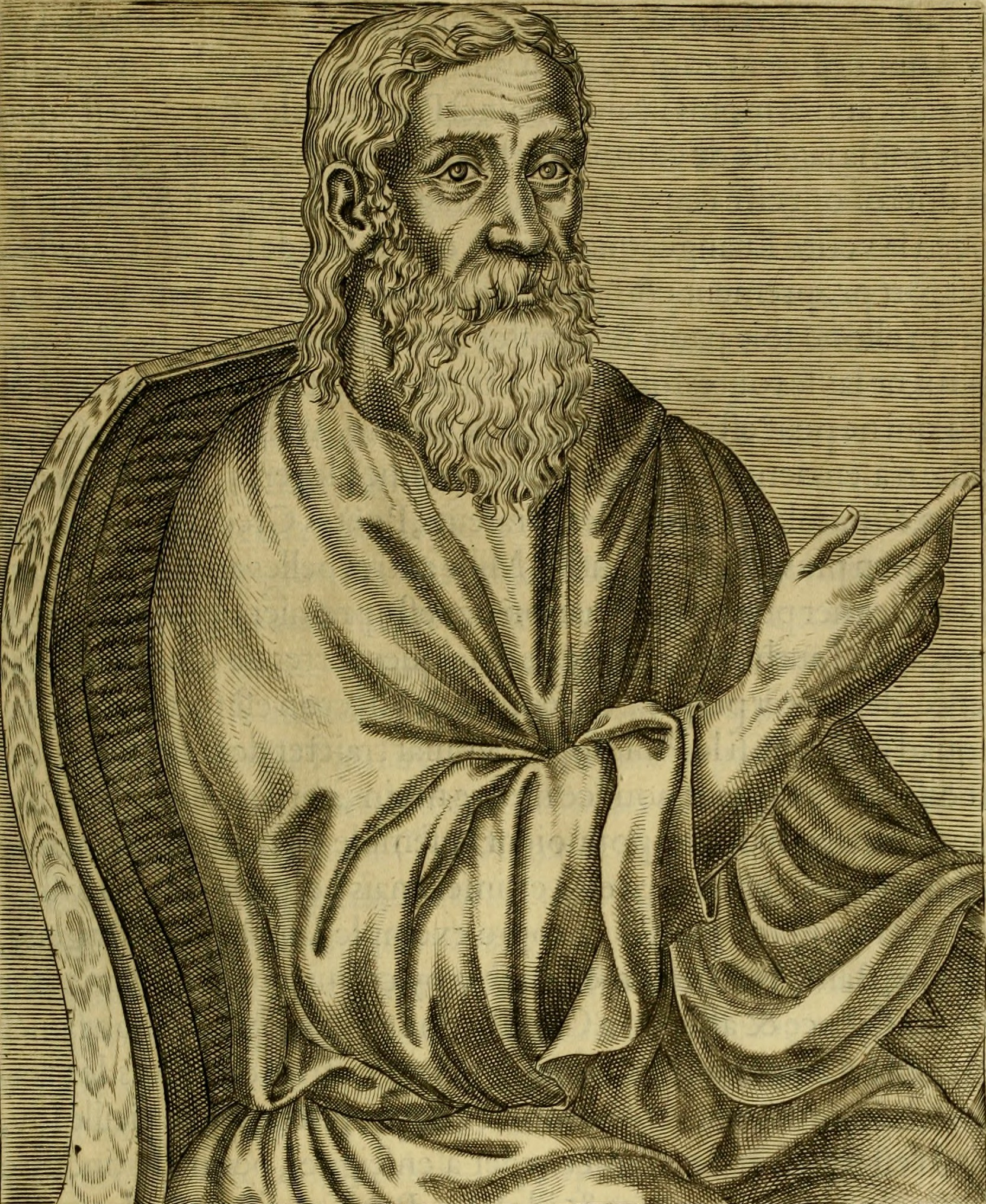
Clemente Alessandrino

La filosofia cristiana dei primi secoli non si limitò all'apologetica. Nel 180, il filosofo pagano convertito Panteno fondò ad Alessandria d'Egitto, allora centro culturale di rilievo, una scuola catechetica dove si univa la sapienza greca alle Sacre Scritture per formare insegnanti cristiani e difendere la fede contro eresie e filosofie pagane. La scuola divenne centrale nello sviluppo della teologia cristiana, raggiungendo l'apice con i successori di Panteno: Clemente Alessandrino e Origene.
Il pensiero di Clemente Alessandrino, allievo di Panteno e rettore della scuola dal 190 al 202 circa, si ispira profondamente a Giustino. Come lui, considerava la filosofia pagana uno strumento utile per spiegare e difendere la fede cristiana, pur riconoscendone i limiti: i filosofi antichi avevano potuto solo sfiorare la verità, pienamente rivelata nella Rivelazione e nei Profeti. Secondo Clemente, la legge ebraica e la filosofia greca confluiscono nel cristianesimo, che proviene da una fonte nuova, arricchendolo: «la filosofia è servita ai Greci per prepararsi alla venuta di Cristo e, una volta giunto, per approfondirla». Pur essendo la fede in Gesù sufficiente per la salvezza, la filosofia aiuta a raggiungere una maggiore consapevolezza. Essendo voluta da Dio, la filosofia non può essere considerata negativamente.
Clemente fece proprio il concetto di Logos, inteso come «ragione eterna e creatrice, identica a Dio e incarnata in Cristo». Ispirandosi alla dottrina di Filone di Alessandria, lo descrisse come una «scintilla divina» che consente all'uomo di avvicinarsi alla conoscenza di Dio. Tra le sue opere spicca il Pedagogus, un testo di morale pratica rivolto ai pagani convertiti al cristianesimo, in cui illustra con precisione lo stile di vita cristiano. A lui si deve anche la prima affermazione cristiana dell'infinità di Dio, definito «l'Uno e indivisibile, e quindi infinito, privo di dimensioni e limiti».

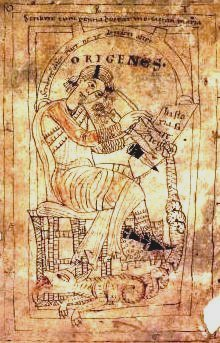
Origene raffigurato in un manoscritto del 1160 circa

Origene, successore di Clemente, guidò la scuola di Alessandria fino al 231, quando fuggì a causa delle persecuzioni sotto Caracalla. Considerato uno dei maggiori teologi cristiani del suo tempo, sviluppò una dottrina nota come Origenismo, caratterizzata da ardite speculazioni e un'interpretazione allegorica della Bibbia. Dichiarata eretica nel VI secolo dal Concilio di Costantinopoli II, molte opere del suo fondatore andarono perdute. Origene, diversamente dal suo maestro, mostrò un atteggiamento più distaccato verso la filosofia, probabilmente per via della sua crescita in una famiglia già cristiana. Pur ritenendola utile per trarre elementi positivi, sosteneva che la filosofia non fosse necessaria per arrivare a Cristo, essendo sufficienti le Sacre Scritture.
La sua opera più importante, De Principiis (Sui Princìpi), è una delle prime presentazioni sistematiche della teologia cristiana. Al suo interno, Origene presenta la celebre concezione dell'apocatastasi, secondo cui alla fine dei tempi avverrà la redenzione universale e tutte le creature, inclusi Satana e la morte, saranno reintegrate nella pienezza del divino. I dannati esistono, ma non eternamente, poiché il disegno salvifico non si compie senza una sola creatura: «La bontà di Dio per opera di Cristo richiamerà tutte le creature a unica fine, dopo aver vinto e sottomesso anche gli avversari». La fine sarà quindi uguale al principio: «Tutto dovrà tornare come Dio l'ha creato». Nella stessa opera, Origene affronta il tema della Trinità, descrivendo il Figlio come "generato" dal Padre, non creato, ammettendo però una subordinazione del Figlio rispetto al Padre, una posizione probabilmente influenzata dal medioplatonismo e successivamente considerata eretica. Fu probabilmente il primo a utilizzare il termine "ipostasi". Origene propose anche uno studio accurato dello Spirito Santo e della sua funzione santificante. Per Origene, Dio non può essere conosciuto nella sua natura: «In realtà, Dio è incomprensibile e imperscrutabile. Qualunque cosa possiamo pensare di lui, dobbiamo credere che sia di gran lunga superiore a ciò che concepiamo... La sua natura non può essere compresa dalla capacità umana, anche se è la più pura e limpida».

## Il periodo aureo della patristica (dal 300 circa all'inizio del V secolo)

### La legittimazione del cristianesimo

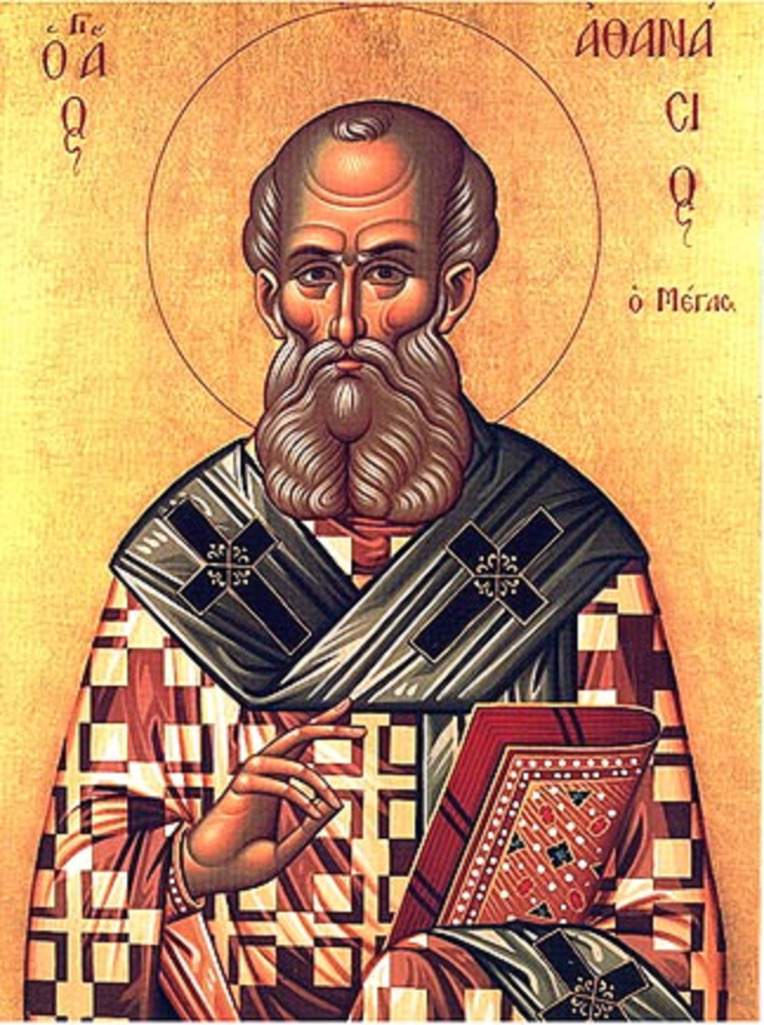
Icona raffigurante sant'Atanasio teologo d'Alessandria e strenuo difensore del concilio di Nicea

Il 30 aprile 311 l'imperatore Galerio emanò un editto generale di tolleranza che pose fine alle persecuzioni contro i cristiani. Due anni dopo, nel 313, Costantino I e Licinio promulgarono l'Editto di Milano, più probabilmente un accordo politico che un vero e proprio editto, con il quale si concedeva a tutti i cittadini, inclusi i cristiani, la libertà di culto delle proprie divinità, segnando la cosiddetta "svolta costantiniana". Con la piena legittimazione della fede cristiana, i teologi poterono dedicarsi meno alla difesa contro le accuse esterne e concentrarsi maggiormente sull'evangelizzazione, sull'indagine dei testi sacri (esegesi) e sul rafforzamento della dottrina, con l'obiettivo di preservarla dalle numerose devianze e eresie che continuavano a proliferare.
Agli inizi del IV secolo sorse una grave controversia teologica a causa delle predicazioni del presbitero Ario, che sosteneva che il Figlio di Dio, essendo "generato", non potesse essere Dio come il Padre, poiché la natura divina è unica. Questa posizione, in netto contrasto con l'ortodossia cristiana, portò alla scomunica di Ario da parte del patriarca di Alessandria Pietro I. Fuggito in Siria e Palestina, Ario trovò terreno fertile per le sue idee, che si diffusero rapidamente in tutto l'impero, guadagnandosi il sostegno di alcuni illustri filosofi cristiani favorevoli all'arianesimo. La questione ariana riemerse gravemente poco più di un decennio dopo il Concilio di Nicea. La cristianità era divisa: da un lato, la Chiesa di Roma, difensore fermo dei principi niceni; dall'altro, la Chiesa d'Oriente, più speculativa e diversificata, che includeva posizioni dall'arianesimo puro a varie forme di semi-arianesimo. Lo scontro si concentrò nella diocesi di Alessandria, dove Atanasio, vescovo e sostenitore del sinodo niceno, venne deposto dopo che il primo concilio di Tiro (335) accolse le accuse dei suoi avversari ariani.

### I Padri latini del IV secolo

Dissertazione tra filosofi, scolpiti in rilievo sul presunto sarcofago di Plotino, padre del neoplatonismo la cui dottrina, insieme a quella dell'allievo Porfirio, iniziò a diffondersi tra la fine del III secolo e l'inizio del successivo.

I Padri latini del IV secolo, come i greci, vissero in un periodo di trasformazioni che portarono il cristianesimo a passare da religione illecita a fede ufficiale dello Stato. Nonostante ciò, gli scrittori cristiani continuarono a difendere la nuova fede, ancora minacciata da correnti critiche, come quelle di Porfirio, filosofo neoplatonico che, nel suo Contro i Cristiani, sostenne la superiorità del pensiero classico. Un altro esempio è il tentativo fallito di Flavio Claudio Giuliano di restaurare il paganesimo durante il suo breve regno. Questi eventi richiesero un rafforzamento della struttura dogmatica e teologica cristiana. I filosofi cristiani latini si impegnarono a costruire un nuovo ordine culturale e religioso, la cui influenza perdura ancora nella chiesa cattolica occidentale.
Il retore e apologista Arnobio (255-327), prima di convertirsi al cristianesimo, scrisse un'apologia, conosciuta come Adversus nationes, rivolta a coloro che desideravano avvicinarsi alla nuova fede e abbandonare il paganesimo. La sua visione era quella di un uomo ormai disgustato dall'assurdità della teologia pagana, che interpretava la figura di Cristo come un maestro inviato sulla terra per rivelare la vera natura di Dio e il corretto culto da attribuirgli. Arnobio affrontò anche questioni complesse, come il destino dell'anima e la definizione di Dio. La sua opera, segnata da un «forte senso di pessimismo sulla condizione dell'uomo», lo porta a vedere in Cristo l'unica salvezza possibile. Arnobio dimostra, tuttavia, una conoscenza ancora superficiale del cristianesimo e della Bibbia, risultando ancora legato a concetti della filosofia pagana o eretici. Nonostante ciò, la sua apologia è significativa poiché evidenzia l'attrattiva che il cristianesimo esercitava sulle persone colte dell'epoca.

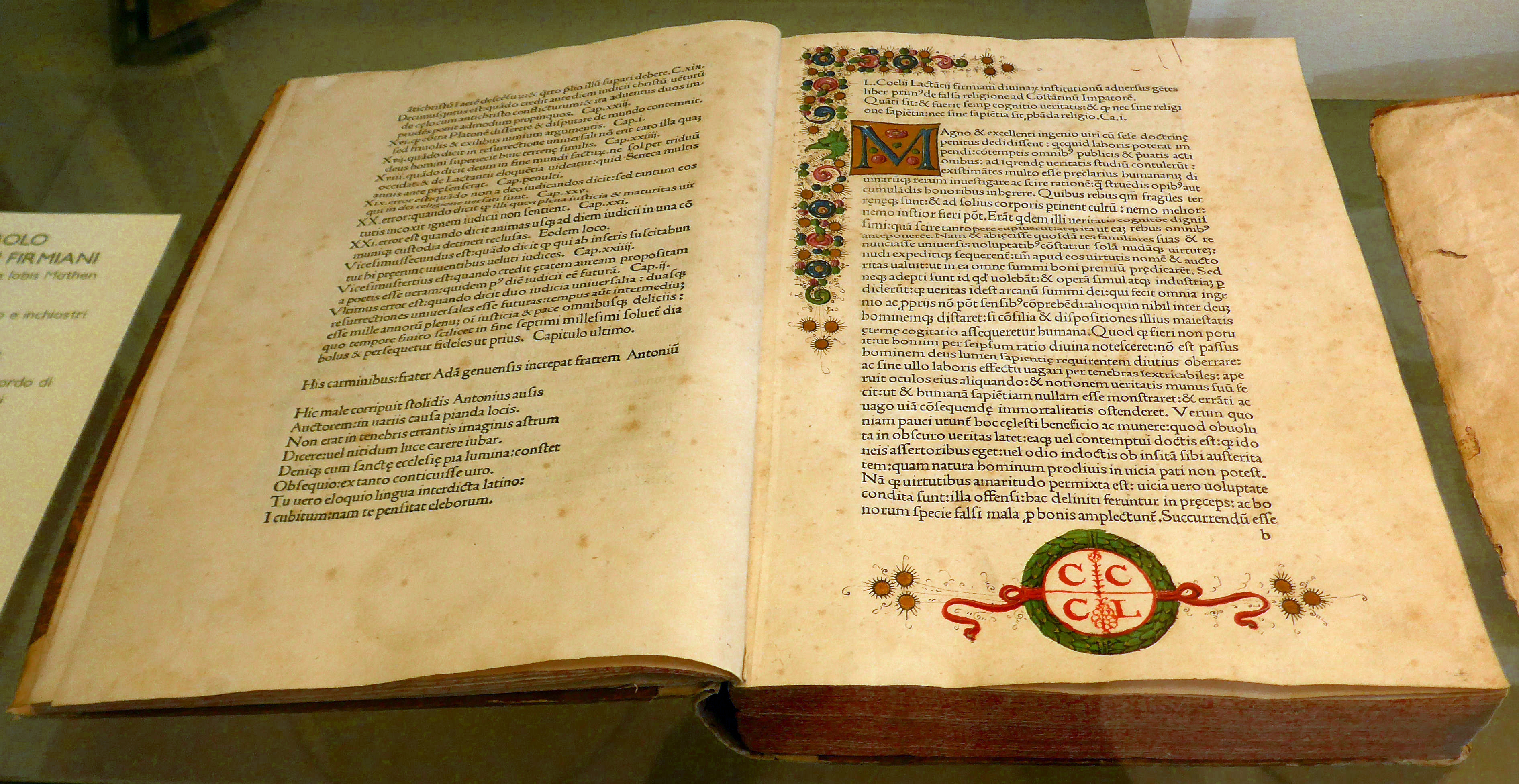
Incipit miniato (1478) delle Divinae institutiones, 1478, di Lattanzio

Lattanzio (circa 250-325) fu uno dei discepoli di Arnobio e successivamente insegnante di retorica a Cartagine e Nicomedia. Visse in prima persona le ultime persecuzioni contro i cristiani e il passaggio alla legittimazione del cristianesimo sotto l'imperatore Costantino I, che lo nominò precettore del suo primogenito, Crispo. Lattanzio indirizzò la sua opera principale, Divinae Institutiones, proprio a Costantino, un testo polemico contro i pagani in cui smonta i fondamenti e il culto della loro religione, per poi esporre sistematicamente la dottrina cristiana. Secondo Lattanzio, i pagani, tra cui Cicerone e Seneca, non avevano mai raggiunto alcun risultato significativo nelle loro ricerche a causa dell'assurdità del loro credo. Il cristianesimo, invece, rappresentava la via giusta per coniugare religione e verità. Nonostante ciò, Lattanzio dimostra anche un grande rispetto per i filosofi pagani, riconoscendo che alcuni di loro avessero almeno intravisto una parte della verità.

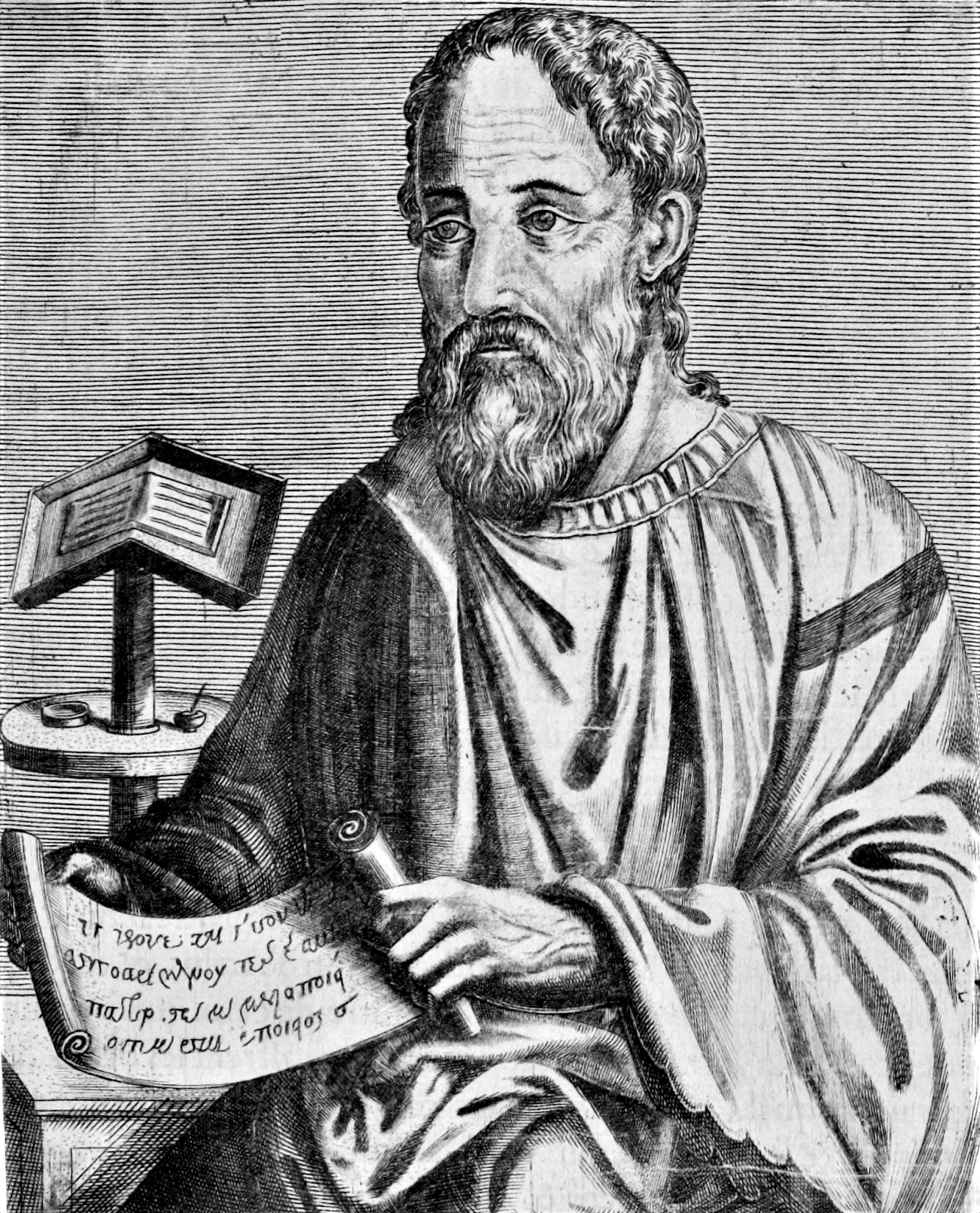
Eusebio di Cesarea

Eusebio di Cesarea (260 – 339) è principalmente noto come consigliere e biografo dell'imperatore Costantino I, ma si occupò anche di filosofia, tanto che alcuni lo considerano l'ultimo esponente della Scuola di Alessandria. Eusebio rispose alle critiche mosse al cristianesimo dai pagani, in particolare alle polemiche ispirate dal neoplatonico Porfirio. In risposta all'accusa che il cristianesimo avesse preso indebitamente in prestito la cultura greca classica, Eusebio sostenne che, pur integrando la cultura ellenistica, il cristianesimo la superava poiché solo attraverso la Rivelazione contenuta nelle Sacre Scritture e nel messaggio di Cristo si giunge alla verità. Inoltre, Eusebio affermò che filosofi come Platone avevano tratto ispirazione dall'ebraismo, rendendo coerente per i cristiani rifarsi a tali pensatori.
Ilario di Poitiers (circa 310-367), pur non essendo particolarmente incline alla filosofia, nel suo trattato De Trinitate offrì la prima sintesi occidentale della dottrina trinitaria, considerata il più profondo trattato teologico latino del IV secolo. In questo scritto, Ilario affermò che Dio è «unico, eterno, onnipotente e immutabile», respingendo le tesi pagane che stavano guadagnando terreno sotto il regno di Giuliano l'Apostata. Ilario si dedicò anche alla questione dell'immutabilità di Dio in relazione alla Ira di Dio. Se Dio è immutabile, si chiese, come può adirarsi? La risposta di Ilario fu che l'ira divina non è una reazione emotiva, ma un'espressione di giustizia e distacco dal peccato. L'ira divina, secondo lui, non mira alla distruzione, ma alla correzione e alla salvezza dell'uomo, in armonia con l'amore e la giustizia di Dio.

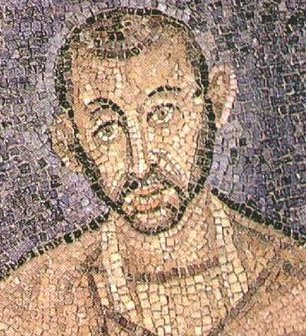
Sant'Ambrogio

Sant'Ambrogio (circa 339-397), vescovo di Milano, fu più un pastore che un filosofo originale, ma i suoi numerosi scritti (inni, sermoni, trattati teologici) contribuirono significativamente alla formazione della dottrina cristiana. Il suo trattato etico e morale De officiis ministrorum si ispirò al De officiis di Cicerone, con l'intento di riprendere la sua concezione del miglior modo di vivere, rileggendola in chiave cristiana, una sorta di «metamorfosi cristiana della morale antica». L'opera era destinata principalmente ai chierici, ma anche ai semplici cristiani desiderosi di un codice morale sui doveri dell'uomo verso Dio.
Gli eruditi cristiani di questo periodo non solo apportarono importanti contributi alla dottrina cristiana, ma anche tradussero testi sacri e teologici dal greco al latino, permettendo la diffusione della conoscenza in Occidente. Due dei più rilevanti traduttori del IV e V secolo furono San Girolamo e Tirannio Rufino. San Girolamo (347-420) tradusse su richiesta di Papa Damaso I la Bibbia in latino (Vulgata), rendendo le Scritture accessibili a un pubblico più ampio e stabilendo un testo di riferimento per i secoli successivi. Scrisse anche numerosi commentari esegetici. Tirannio Rufino (circa 345-411) tradusse, spesso in modo meno filologicamente preciso rispetto a Girolamo, i padri greci, in particolare Origene.

### I padri greci della Cappadocia

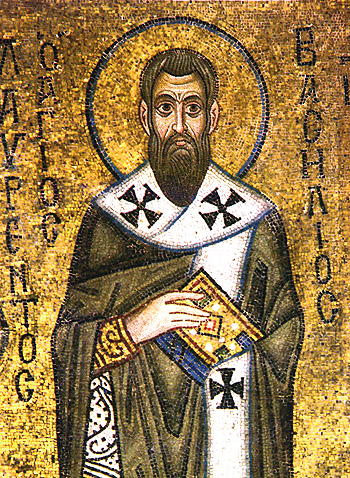
San Basilio

I tre padri cappadoci furono tra le figure di maggiore rilievo nella filosofia cristiana greca successiva al concilio di Nicea; essi contribuirono a creare una solida unità grazie alla condivisione di esperienze culturali, interessi ecclesiali e teologici. Ispirati dal pensiero di Origene, dal platonismo e dallo stoicismo, i Cappadoci svilupparono una nuova cultura ellenistica cristiana senza rinnegare quella precedente, dimostrando anzi di apprezzarla profondamente. Per loro, il cristianesimo rappresentava l'erede legittimo del pensiero tradizionale greco sebbene ne rifiutassero la religione pagana.
San Basilio (329-379), considerato il primo dei tre, fu un uomo di grande cultura greca. Allievo di Imerio di Prusa, dopo un breve periodo dedicato all'insegnamento della retorica, visitò numerosi anacoreti in Egitto, Siria, Palestina e Mesopotamia per comprendere meglio il loro stile di vita. Fondò un centro monastico dotato di una propria regola. Scrisse numerose opere dogmatiche, ascetiche, discorsi e omelie, e un importante trattato per i giovani sull'approccio e l'uso dei classici pagani. San Basilio riteneva che la cultura antica, in particolare quella platonica e stoica, fosse utile per la formazione dei giovani cristiani, pur mettendo in guardia contro l'immoralità e l'empietà di alcuni contenuti. Egli sottolineava che gli scritti dei filosofi pagani dovevano essere interpretati alla luce della fede cristiana e finalizzati all'elevazione dell'anima. La sua concezione dell'universo, basata sull'antica teoria dei quattro elementi, seppur reinterpretata in chiave cristiana, fu ampiamente ripresa nel Medioevo.

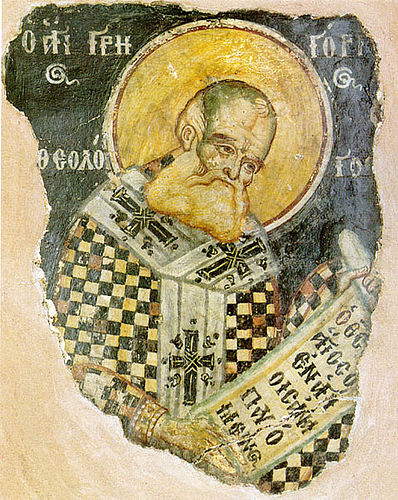
Affresco medievale raffigurante Gregorio di Nazianzo

Gregorio di Nazianzo fu amico e compagno di studi di Basilio. Studiò alla scuola di Alessandria e divenne celebre soprattutto per la sua ferma difesa della dottrina nicena contro gli ariani. Per sostenere le sue convinzioni, non esitò a fare ricorso alle categorie platoniche, ma sempre ricollegandole alla dottrina cristiana. Nelle sue argomentazioni, osservò come i concetti umani fossero inadeguati a descrivere Dio e sostenne che un buon cristiano dovesse difendere la fede dagli attacchi e dalle eresie, piuttosto che perdersi in discussioni teologiche. Per Gregorio, Dio è incorporeo, infinito, immutabile, e la sua trascendenza è inconoscibile per l'uomo, fermo nella sua immanenza. Scrisse anche un discorso contro l'imperatore Giuliano l'Apostata, accusato di voler ripristinare il paganesimo nell'impero.

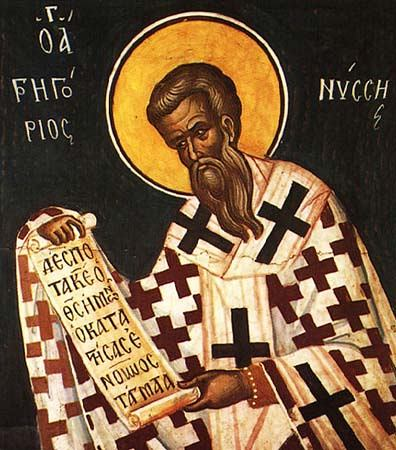
Gregorio di Nissa raffigurato nella chiesa di San Salvatore in Chora a Istanbul

Fratello minore di Basilio, Gregorio di Nissa (335-395 circa) considerava la filosofia greca utile, ma solo se purificata. Credeva che la filosofia morale e fisica potessero favorire una vita spirituale autentica, purché si rimuovessero gli errori profani. Nel suo Grande discorso catechetico, ispirato da Origene, Gregorio presenta i principali dogmi cristiani e li difende contro pagani, giudei ed eretici, offrendo una sistemazione dottrinaria che sarebbe rimasta un punto di riferimento per lungo tempo. Chiaramente influenzato da Platone, distingue tra realtà intellegibile e sensibile. Da Origene riprende anche la teoria dell'apocastasi, secondo la quale, con la resurrezione, l'anima immortale e il corpo mortale si ricongiungeranno come erano prima della caduta causata dal peccato. Ciò include anche i malvagi, che si purificheranno dopo aver espiato le loro colpe. Inoltre, sostiene che anima e corpo siano stati creati simultaneamente da Dio. L'uomo, essendo fatto a immagine di Dio, è veramente tale solo prima della corruzione dovuta al peccato, quando era una ipostasi. Secondo Sofia Vanni Rovighi, storica della filosofia, Gregorio di Nissa «ha saputo esprimere cristianamente meglio di chiunque altro l'eredità spirituale dell'antica Grecia».

### Il platonismo latino del IV-V secolo

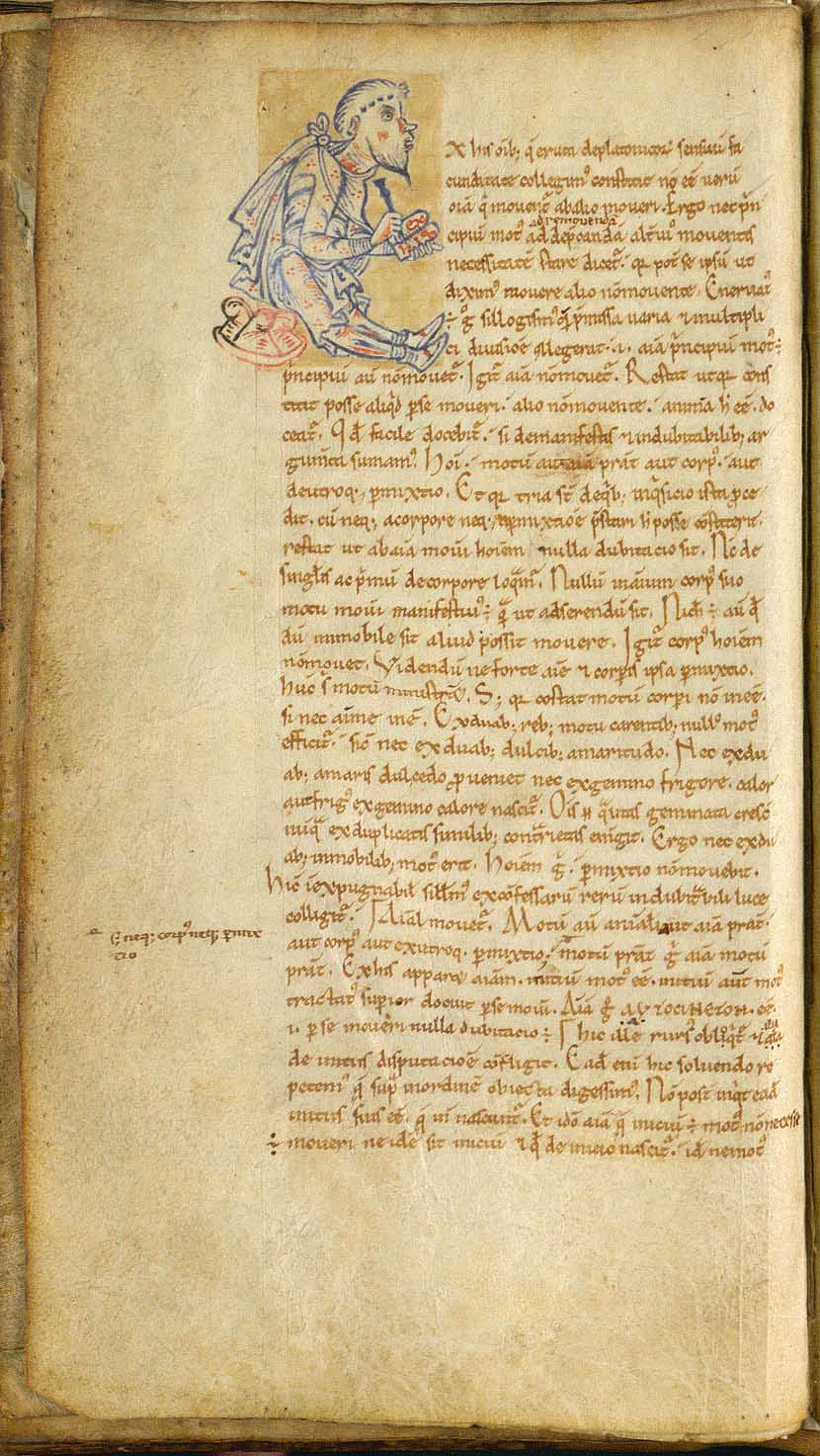
Una pagina dei Commentarii in Somnium Scipionis di Macrobio

La diffusione del neoplatonismo, che ebbe inizio con Plotino, non comportò solo un ritorno delle dottrine pagane, ma svolse anche un ruolo cruciale per i filosofi cristiani. Sebbene i pensatori cristiani avessero già incontrato le critiche di Porfirio al cristianesimo, fu nel IV secolo che iniziarono a integrare il platonismo nelle loro speculazioni teologiche, mantenendo comunque una visione cristiana. Sebbene la filosofia cristiana avesse già attinto dalla dottrina platonica in passato, fu in questo periodo che «l'unione di platonismo e cristianesimo appare così felicemente riuscita». I pensatori cristiani si posero così in parallelo alla corrente platonica, che stava diventando la più autorevole e avrebbe avuto una grande influenza sul pensiero cristiano nei secoli successivi. Grazie alle traduzioni e ai commenti alle opere di Plotino e dei suoi successori, il neoplatonismo influenzò lo sviluppo della teologia cristiana e del pensiero in generale nel Medioevo.
Gaio Mario Vittorino (290-364), inizialmente pagano e fortemente critico verso i cristiani, si convertì dopo aver studiato le Sacre Scritture per confutarle. Dalla sua conversione divenne un prolifico autore di trattati teologici, sebbene solo alcuni di essi siano giunti fino a noi. Traduttore di Plotino e Porfirio, la sua speculazione filosofica fu originale per il suo tempo, influenzando i pensatori e gli scrittori successivi. Si concentrò in particolare sul dogma trinitario, partecipando alle dispute contro gli ariani. Argomentò le tesi nicene affermando che «il Verbo è Dio, è proprio perché il Verbo Gesù non è generato da un non-essere, in qualsiasi senso s'intenda questo termine, ma, al contrario, egli è, a titolo di Logos, la manifestazione dell'essere che, nascosta in Dio Padre, si rivela in Dio Figlio». Cercò anche di spiegare la distinzione e la mutua implicazione tra Padre, Figlio e Spirito Santo usando il paragone della sorgente, del rivolo d'acqua e del suo spargersi.

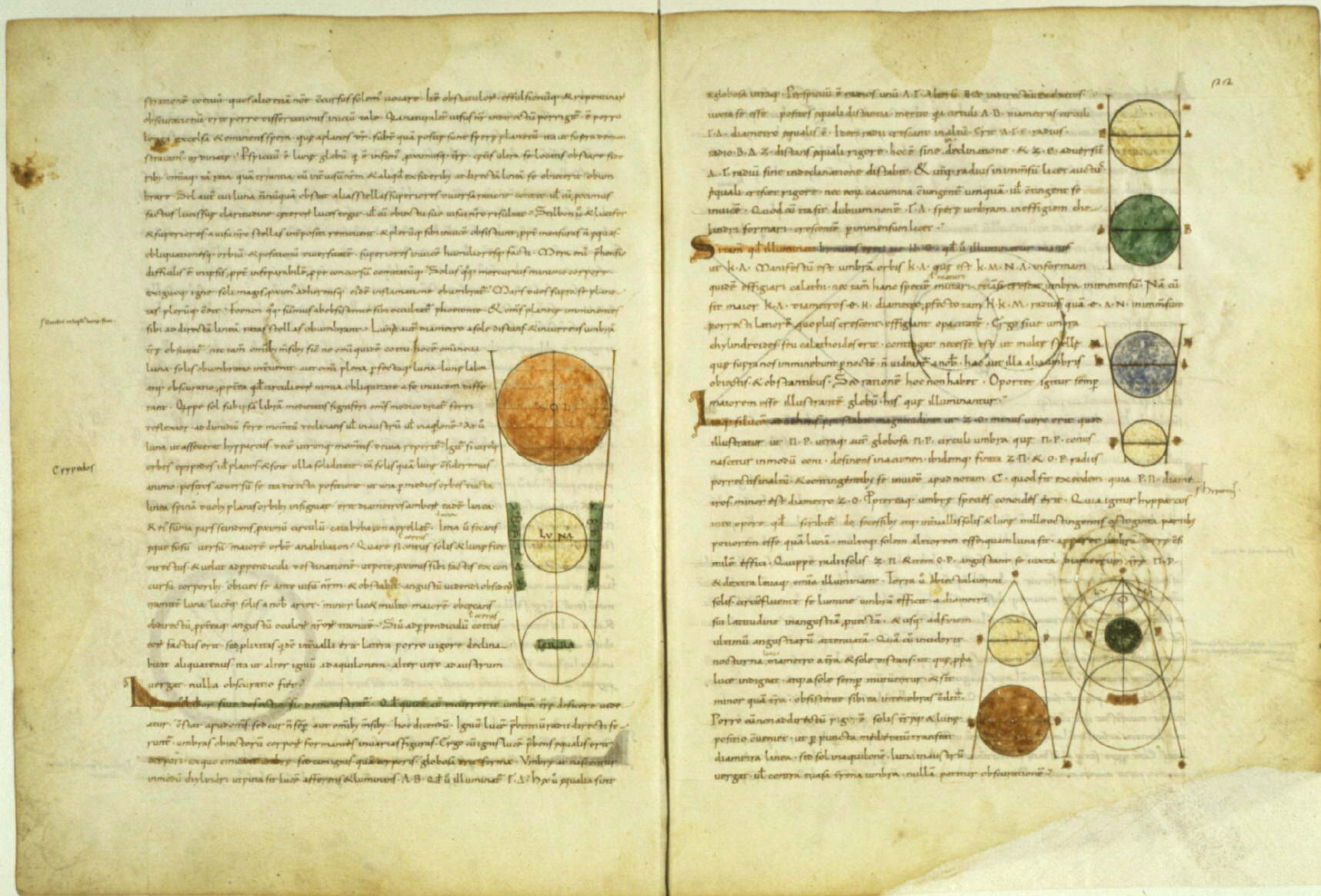
Manoscritto medievale del Timeo di Platone, tradotto da Calcidio

Macrobio (circa 385-430) scrisse un commento al Somnium Scipionis di Cicerone, in cui è evidente l'influenza del pensiero neoplatonico su Dio e sull'anima, temi che avranno un ruolo fondamentale nel Medioevo. Attingendo direttamente dalle opere di Platone, in particolare dal mito della caverna, e da Plotino, Macrobio rielabora le riflessioni di Cicerone sulla mortalità del corpo e sull'immortalità dell'anima, che non smette mai di esistere. Secondo Macrobio, l'anima compie un ciclo che la porta dal cielo alla terra: le anime scendono dal cielo per incarnarsi in corpi terreni, dimenticando il loro luogo originario a causa di una «specie di brezza». Tuttavia, attraverso l'illuminazione e un processo di purificazione, l'anima può abbandonare il corpo e tornare al luogo divino da cui proviene. L'intelligenza, distinta dall'anima, è invece creata e donata da Dio, contenendo tutte le cose e le idee, con il Bene come causa prima di tutto.
Ancor più di Macrobio, fu Calcidio (fl. IV secolo) a trasmettere il neoplatonismo al Medioevo, grazie alla sua traduzione del Timeo di Platone, accompagnata da un commento che offre un'interpretazione medio-platonica. Anche Calcidio propone una dottrina dell'anima come sostanza spirituale dotata di ragione, ma priva di forma corporea, rifiutando la tesi opposta di Aristotele.

#### Sant'Agostino

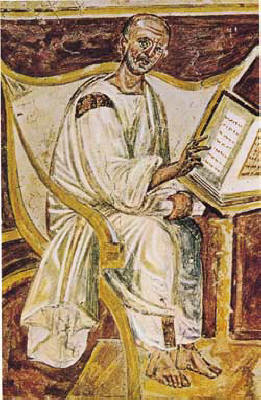
La più antica immagine di Agostino, risalente al VI secolo, in un affresco nella basilica del Laterano

Agostino di Ippona, nato a Tagaste nel 354, è considerato non solo il maggiore esponente della Patristica, ma anche uno dei filosofi e teologi cristiani più importanti della storia. La sua gioventù fu segnata da incertezze, durante le quali cercò risposte filosofiche, aderendo anche al manicheismo per un periodo. Lo studio del neoplatonismo attraverso i testi di Plotino, Porfirio e Cicerone lo avvicinò al cristianesimo, ma fu decisivo per la sua conversione l'incontro con Sant'Ambrogio a Milano nel 386. Dopo la conversione, divenne sacerdote e poi vescovo di Ippona, dove morì nel 430.
Autore prolifico, il suo capolavoro è le Confessioni, un'opera autobiografica in XIII libri in cui, rivolgendosi a Dio, narra la sua vita e conversione, esplorando temi come il peccato e la grazia divina. In seguito al Sacco di Roma (410), che lo colpì profondamente, scrisse il La città di Dio, un'apologia del cristianesimo contro le accuse dei pagani, che lo consideravano responsabile del declino dell'Impero Romano. Agostino sostenne che la città terrena è il prodotto di violenze e crimini, e che lo Stato deve cercare la giustizia, intesa come obbedienza alla volontà divina. Così, subordinò il potere dello Stato alla Chiesa. Sebbene affrontasse la questione su un piano metafisico, nel corso dei secoli, e in particolare durante la lotta per le investiture, le sue parole vennero interpretate come un sostegno alla subordinazione dell'Impero Romano alla Chiesa. Nel suo trattato De Trinitate, Agostino esplora il mistero della Trinità cristiana, riprendendo il concetto di tre nature divine (Uno, Intelletto, Anima) da Plotino e identificandole con le tre Persone della Trinità (Padre, Figlio e Spirito Santo). Tuttavia, mentre per Plotino il rapporto tra queste ipostasi era di processione in senso degradante, Agostino lo concepì come una relazione di parità e consustanzialità.

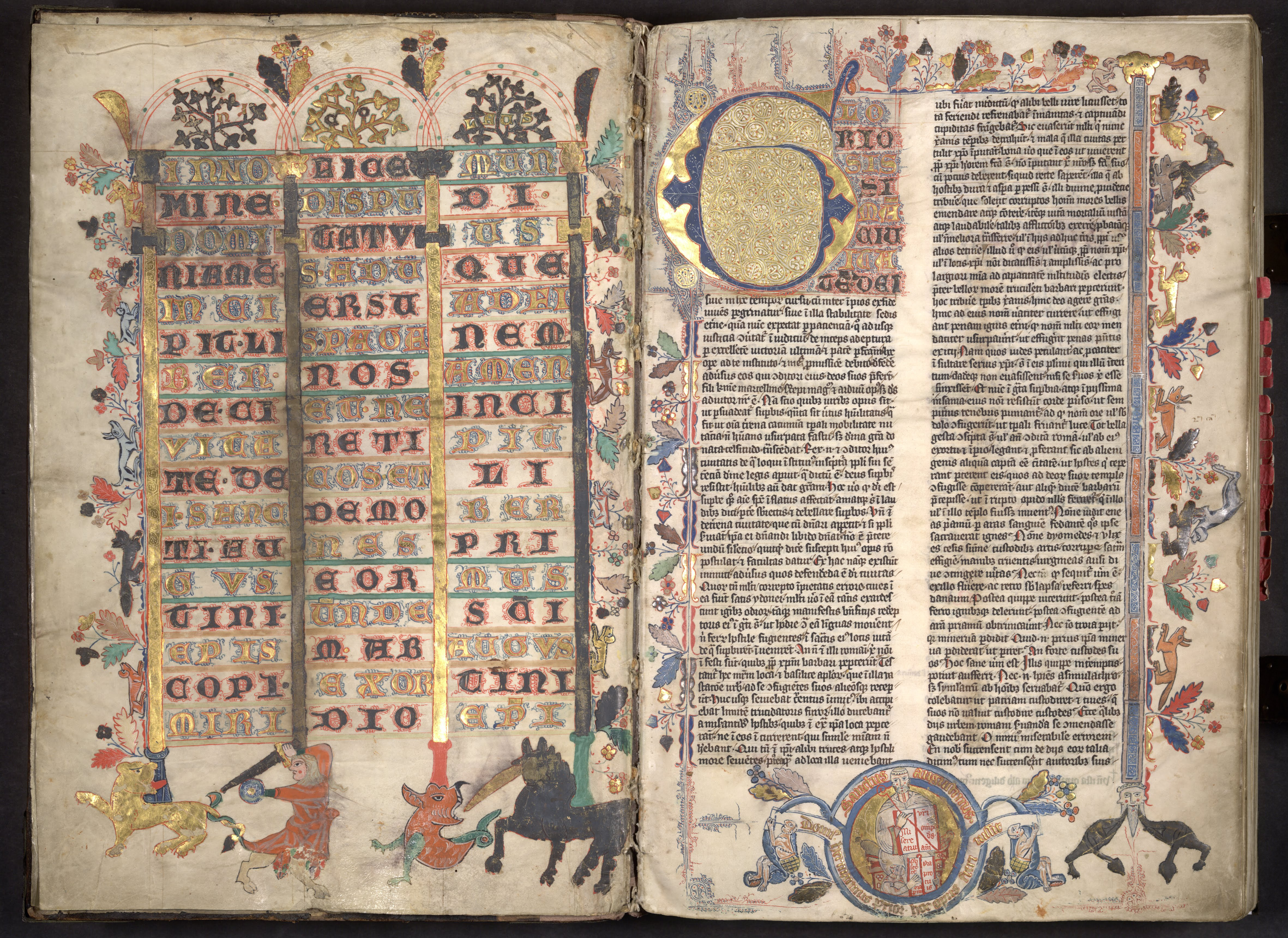
Manoscritto del 1347 del De civitate Dei

La dottrina di Sant'Agostino costituì uno dei fondamenti del pensiero cristiano e filosofico. Un tema centrale della sua teologia è la grazia, secondo cui la salvezza dell'uomo dipende completamente dall'intervento divino, che concede la grazia per superare il peccato originale. In polemica con l'eresia di Pelagio, che sosteneva che la salvezza dipendesse esclusivamente dalla volontà dell'uomo, Agostino affermò che, a causa del peccato originale, nessun essere umano è degno della salvezza, ma che Dio può predestinare chi salvare e chi condannare.
Agostino affrontò anche la questione del male, cercando di conciliare la sua esistenza con l'idea di un Dio infinitamente buono e onnipotente. Nella sua teodicea agostiniana, il male non è una creazione di Dio, ma una privazione del bene, una corruzione della creazione originaria, che nasce dal peccato originale e continua a manifestarsi attraverso l'abuso del libero arbitrio da parte dell'uomo.
Per quanto riguarda la creazione del mondo, il vescovo di Ippona concordava sul fatto che Dio avesse creato il mondo dal nulla, come descritto nella Genesi. Tuttavia, a differenza di alcuni Padri della Chiesa come Origene, che riteneva il mondo eterno, Agostino sostenne che Dio non solo creò il mondo, ma anche il tempo. Di conseguenza, non si può parlare di un "prima" e di un "dopo" nel senso tradizionale, poiché il tempo esiste solo come misura soggettiva dell'esperienza dell'anima. Il passato e il futuro esistono solo come ricordi e aspettative, mentre il presente è un momento effimero. Agostino si occupò anche del rapporto tra fede e ragione. Secondo lui, esistono limiti oltre i quali la ragione non può andare, ma se Dio illumina l'anima con la fede, questa può placare il desiderio umano di conoscenza.

## L'ultima patristica
Con la morte di Sant'Agostino si conclude il periodo d'oro della patristica antica. In quel momento, l'Impero romano attraversava una fase di profonda crisi: in Occidente era già in corso il lungo processo che avrebbe condotto alla sua caduta e alla nascita dei cosiddetti regni romano-barbarici. In Oriente, invece, le istituzioni romane avrebbero continuato a sopravvivere come Impero bizantino per quasi un millennio. Tuttavia, questo periodo fu segnato da un lento declino, intervallato da poche e sporadiche fasi di ripresa.

### I latini in Occidente

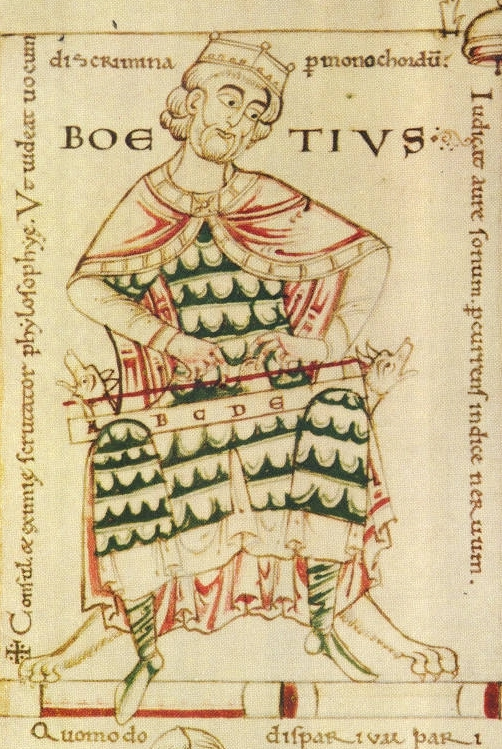
Boezio raffigurato nel De institutione musica

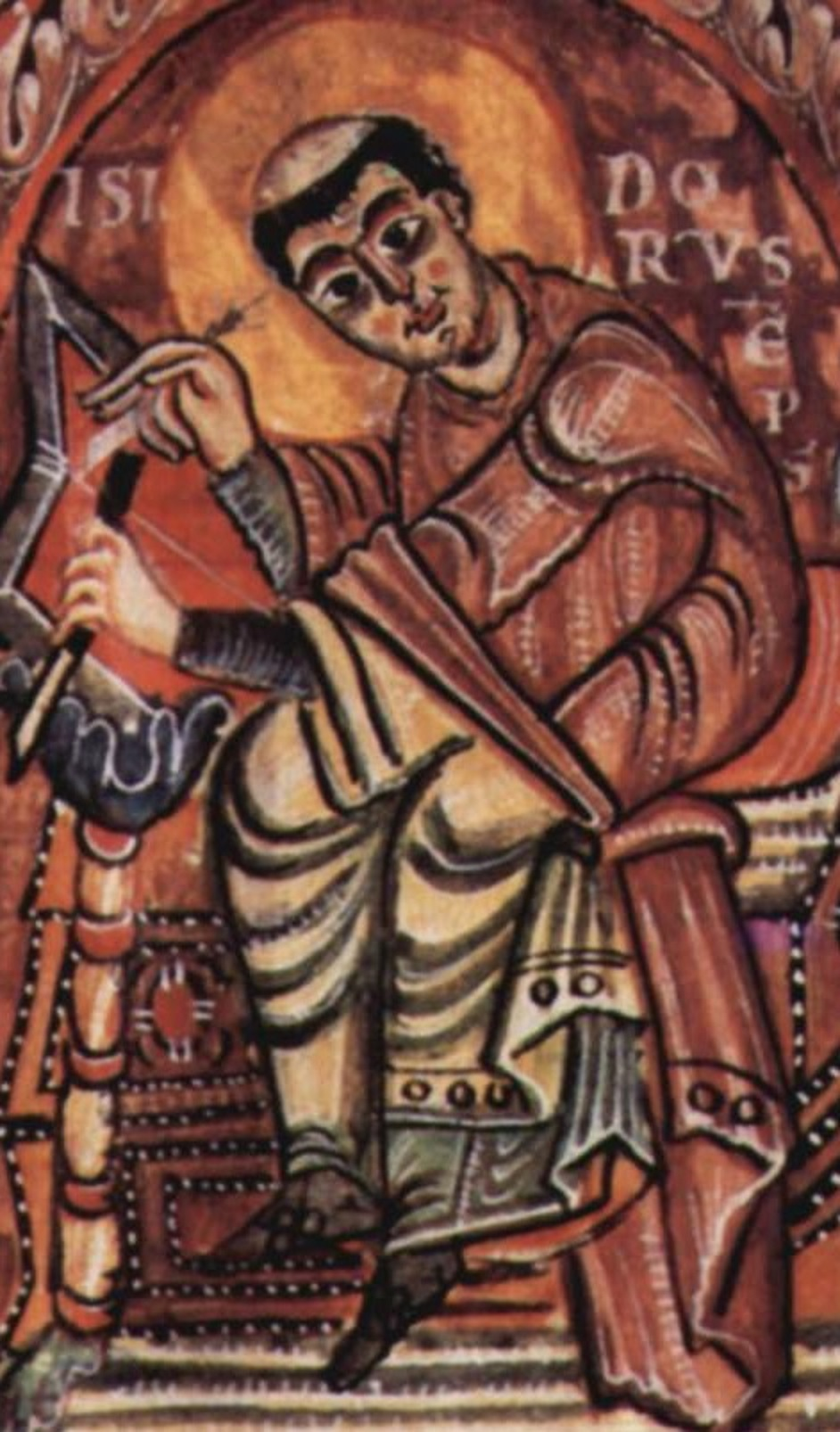
Isidoro di Siviglia in una miniatura del X secolo

In Occidente, le poche manifestazioni culturali dell'epoca furono caratterizzate da una «retorica vuota e ampollosa, con frequenti sfoggi di erudizione» privi di sostanza, che mascheravano il progressivo impoverimento intellettuale. Parallelamente, si assistette a «una crescente ignoranza del greco», che determinò la perdita progressiva di gran parte della cultura greca, inclusa la tradizione filosofica e scientifica proveniente dall'Oriente. A partire da Sant'Agostino, le grandi opere letterarie che avevano contraddistinto i filosofi cristiani dei secoli precedenti si fecero rare, e quelle poche che furono prodotte risultarono pervase da un senso di stanchezza e di mancanza di originalità. I Padri del periodo compreso tra il V e l'VIII si dedicarono principalmente alla traduzione e al commento dei testi del sapere teologico antico. Sebbene ciò non favorisse sviluppi originali del pensiero, fu essenziale per preservare e trasmettere al medioevo le opere degli antichi. Nonostante il panorama fosse meno vivace rispetto al passato, alcune figure di spicco emersero qua e là, contribuendo a forgiare il pensiero cristiano.
Severino Boezio (475/477–524/526), magister officiorum sotto il re ostrogoto Teodorico, pur non distinguendosi per originalità o vitalità speculativa, concepì l'ambizioso progetto di tradurre in latino le opere di Platone e Aristotele e tentò di conciliarne le posizioni. Questo lavoro lo rese, nei secoli successivi, una delle principali fonti di conoscenza del pensiero antico per il mondo latino, trasformandolo in un fondamentale "intermediario" tra la filosofia greca e la cultura latina. Boezio commentò l'Introduzione alle categorie di Aristotele ed esercitò una significativa influenza attraverso la logica aristotelica, pur aderendo essenzialmente al neoplatonismo. Ispirandosi al pensiero platonico, elaborò una propria teodicea, sebbene dai tratti non completamente definiti, per affrontare il problema dell'esistenza del male in un universo governato da Dio, considerato il sommo Bene. Considerato un precursore della filosofia scolastica e della disputa sugli universali, Boezio contribuì al dibattito sulle essenze di generi e specie universali.
La sua opera più importante fu il De consolatione philosophiae, scritta in prosa e versi intorno al 524 mentre si trovava in carcere. Quest'opera influenzò profondamente il pensiero medievale, offrendo un'immagine allegorica della filosofia. Ad esempio, Boezio rese celebre l'immagine della "ruota della fortuna", che divenne un motivo iconografico frequente nell'arte medievale e un simbolo dell'imprevedibilità delle vicende umane. Anche la definizione della filosofia come «amore per la sapienza e, di conseguenza, ricerca di Dio o dell'amore di Dio» venne ripresa nei secoli successivi. Gli scritti di Boezio furono fondamentali per i secoli successivi. «I suoi studi sulle arti liberali furono apprezzati proprio per quei motivi per cui la scienza storica moderna li considera opere di non alto livello speculativo, in quanto rappresentano il compendio delle dottrine greche sulla matematica, sulla filosofia e sulla musica. Il medioevo non richiese a Boezio di essere personale e originale, ma di offrire conoscenze utili e scientificamente valide: siccome le trovò, ebbe di lui un'alta considerazione».
Contemporaneo di Boezio, Benedetto da Norcia abbracciò già in giovane età una vita eremita. Con la sua celebre regola basata sul principio «Ora et labora» (prega e lavora), rese il lavoro manuale centrale nel percorso di salvezza cristiana e introdusse l'idea del progresso come contributo universale, poi fondamentale per la filosofia medievale. I benedettini svolsero un ruolo cruciale nella copiatura di testi antichi, religiosi, scientifici e letterari, salvando molte opere dell'età greca e romana per le future generazioni. I monasteri divennero centri di sapere, monopolizzando l'insegnamento, soprattutto dopo la chiusura definitiva dell'Accademia di Atene nel 529 per decreto di Giustiniano.
Papa Gregorio Magno (circa 540–604) fu autore di numerosi scritti, principalmente di carattere pastorale e liturgico. Durante l'invasione longobarda dell'Italia, svolse un ruolo fondamentale nel riorganizzare la struttura ecclesiastica e mediare tra i nuovi regnanti e l'Impero. Tra le sue opere più celebri vi è il trattato Cura Pastoralis, rivolto a chierici e laici incaricati di governare cristianamente, con particolare attenzione ai vescovi. Gregorio criticò le arti profane quando studiate a fini puramente secolari, considerandole invece utili solo come strumento per comprendere le Sacre Scritture.
Fondamentale per la trasmissione del sapere antico fu anche l'opera di Isidoro di Siviglia (circa 560–636). Per Isidoro, «la natura primitiva e l'essenza stessa delle cose si possono riconoscere dall'etimologia dei nomi». Questa convinzione lo portò a scrivere l'Etymologiae sive Origines, un'opera monumentale che raccoglie un immenso elenco di termini e il sapere umano del tempo, considerata una delle prime enciclopedie della cultura occidentale. Nei secoli successivi, sarà una fonte indispensabile per studiosi alla ricerca di definizioni e conoscenze.

### I greci a Oriente

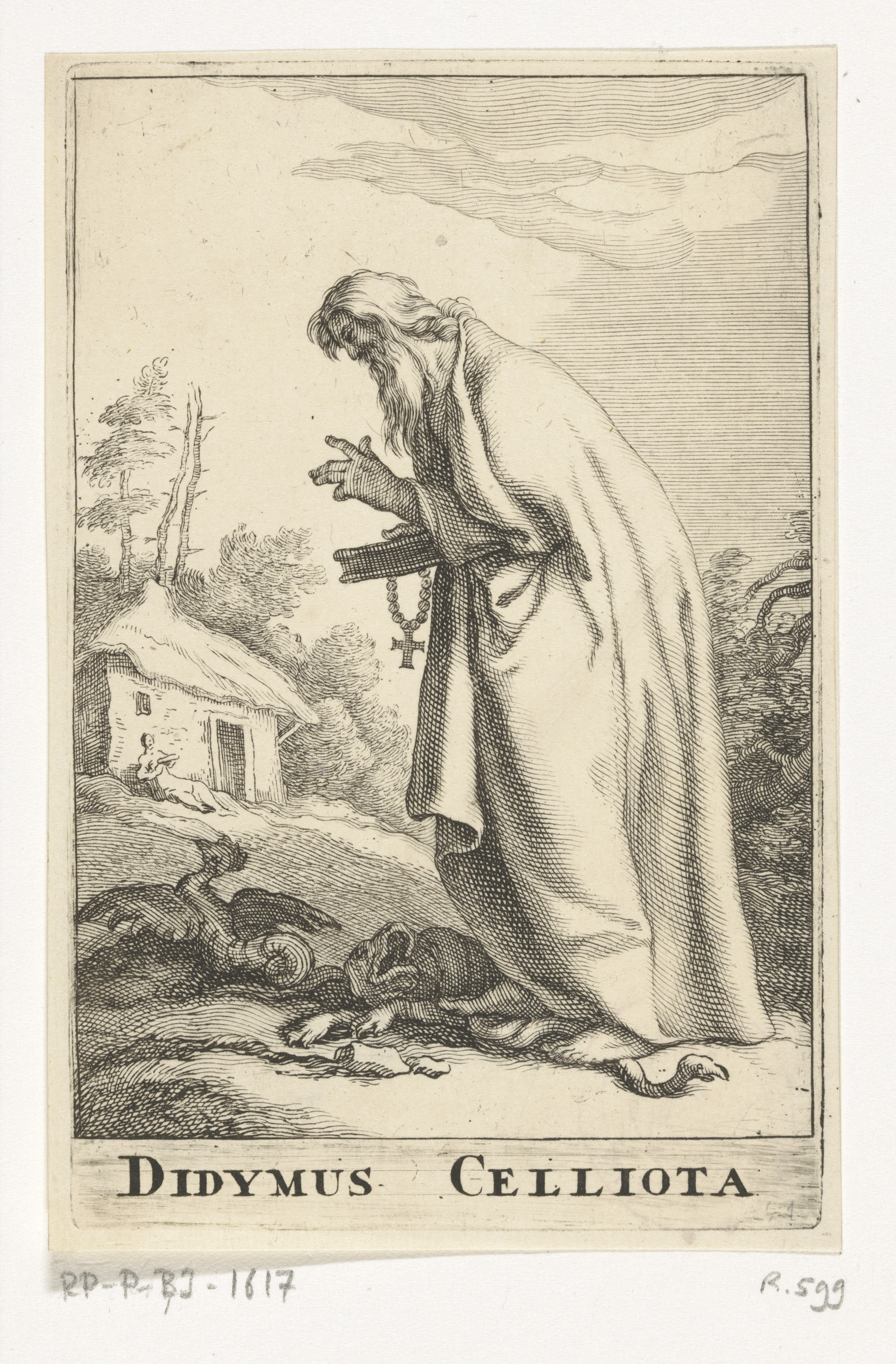
Didimo il Cieco, a capo della scuola catechetica di Alessandria alla fine del IV secolo

Se l'Impero Occidente subì una disgregazione, a Oriente la situazione politica rimase sostanzialmente stabile, consentendo al pensiero filosofico di continuare a svilupparsi. Tuttavia, nelle comunità cristiane si assistette alla crescente diffusione della pratica dell'omelia, un discorso rivolto al popolo che non richiedeva argomentazioni complesse né un'esegesi approfondita, privilegiando interpretazioni letterali, storiche e fattuali. Di conseguenza, gli spazi per la riflessione speculativa diminuirono, mentre gli scrittori cristiani si concentrarono maggiormente su questioni pratiche e morali. Nonostante ciò, continuano ad emergere pensatori di rilievo, impegnati soprattutto nella sistematizzazione degli autori precedenti e nella difesa dell'ortodossia contro le numerose dottrine alternative che si sviluppavano nel vivace mondo culturale greco.
Verso la fine del IV secolo, la scuola catechetica di Alessandria era diretta da Didimo il Cieco, noto per la sua esegesi delle Sacre Scritture e per la difesa dell'ortodossia secondo il credo niceno. Considerando che i saggi pagani avessero, seppur imperfettamente, testimoniato il concetto cristiano di Trinità, identificò la "anima del mondo" di Porfirio con lo Spirito Santo.
Nemesio di Emesa è noto principalmente per la sua opera Sulla natura dell'uomo, una delle prime trattazioni sistematiche di antropologia cristiana. Scritta in greco e tradotta in latino intorno al 1070 da Alfano, vescovo di Salerno, l'opera ebbe un grande successo nel Medioevo. Nemesio si basò principalmente su Galeno, ma rigettò alcune sue idee, come quella che l'anima segua il temperamento del corpo e quella ippocratica dell'anima come funzione del cervello. L'opera si distingue per il tentativo di trovare un punto di convergenza tra la conoscenza medica pagana e la dottrina cristiana. Nemesio, come Gregorio di Missa, credeva che la scienza della natura umana fosse cruciale per la conoscenza, e che il suo studio fosse compatibile con la fede cristiana, anzi, un dovere. Riprendendo le idee platoniche, egli concepì l'uomo come un "microcosmo", un universo ridotto composto da corpo e anima, il che rende lo studio dell'uomo anche un modo per studiare l'universo come opera di Dio. L'anima, per Nemesio, è una "substantia incorporea suimet expletiva", cioè una sostanza incorporea e completa in sé stessa, una definizione che diventerà centrale nel pensiero medievale.
Cirillo d'Alessandria (370-444) è conosciuto principalmente per il suo ruolo nelle controversie cristologiche del V secolo, in particolare nella difesa contro il nestorianesimo. Nonostante la sua vasta erudizione, le sue opere sono talvolta ritenute ripetitive e non particolarmente acute. Cirillo citò filosofi pagani come Talete, Democrito, Aristotele e gli scettici per dimostrare che anche nel pensiero pagano esisteva l'idea di un Dio unico, pur sostenendo che nel cristianesimo questa visione si realizzi pienamente. La sua critica a Giuliano si basava sulla convinzione che le dottrine cristiane fossero già prefigurate nelle tradizioni ebraiche, e che le idee di Giuliano fossero, in effetti, in linea con la dottrina cristiana.
Teodoreto di Ciro (393 circa – 458 circa) scrisse un'apologia del cristianesimo con l'intento di convincere gli ultimi seguaci del paganesimo che stava scomparendo. Teodoreto sostenne che molti filosofi dell'antichità avessero anticipato le verità della fede cristiana prima della Rivelazione. Il principale tra questi fu Platone, che, in contrasto con il mondo politeista del suo tempo, descrisse il "Demiurgo" come l'unico creatore e provvidenza dell'universo, un concetto con chiari paralleli al cristiano monoteismo. Teodoreto concluse che vi fosse un'armonia tra «l'antica teologia e la nuova».

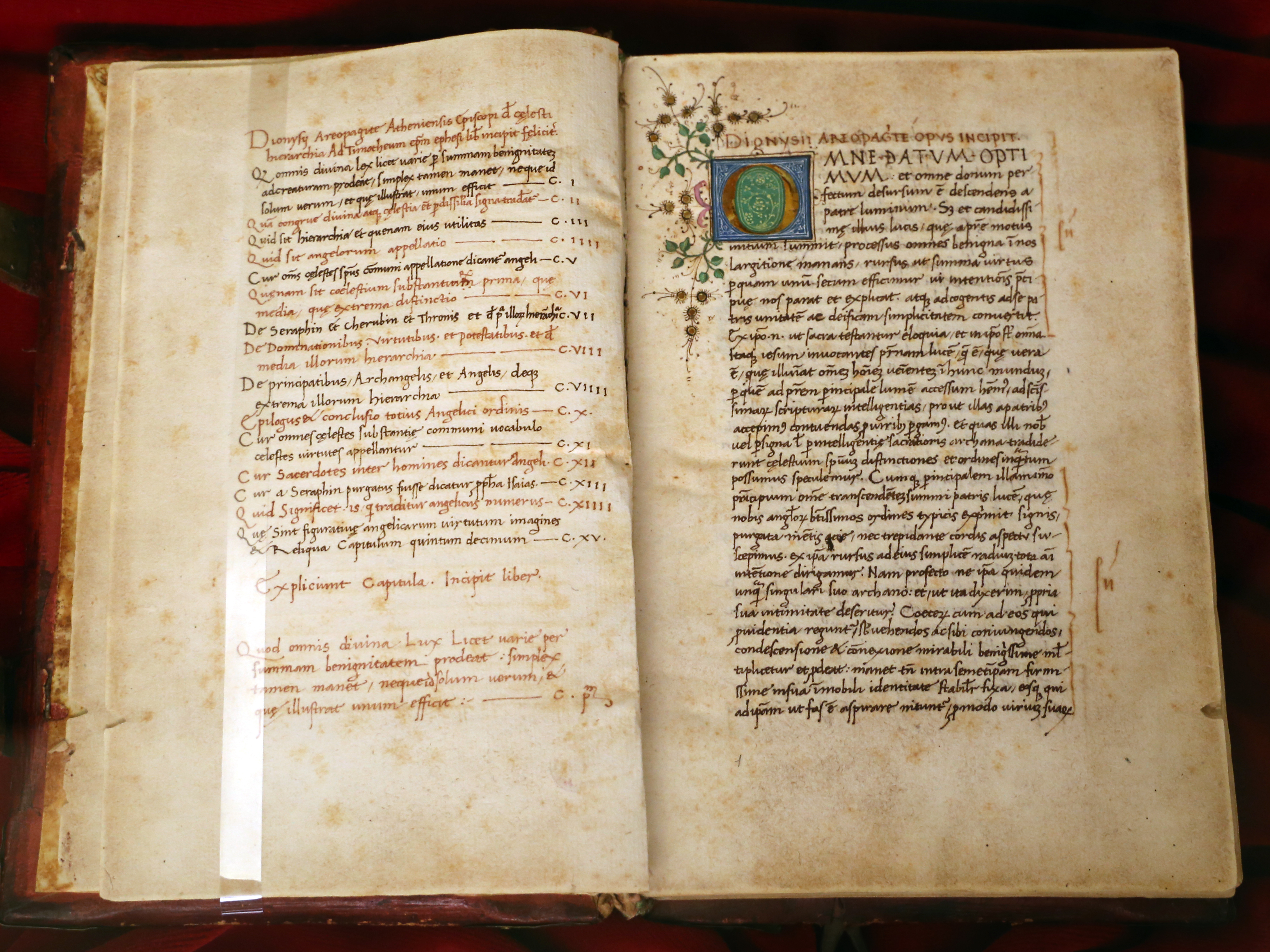
Il Corpus dionysianum del Pseudo-Dionigi Areopagita in una edizione del 1474

Intorno al V o VI secolo, un teologo e filosofo siriano firmò i propri testi con il nome di Dionysios, facendo inizialmente credere che fosse il più antico Dionigi Areopagita, giudice ateniese del I secolo convertito da Paolo di Tarso, come riportato in Atti degli apostoli 17. Rimasto anonimo, è oggi conosciuto come Pseudo-Dionigi Areopagita, e l'insieme dei suoi scritti è noto come Corpus dionysianum. Nei suoi testi, egli intende esplicitamente confutare le idee pagane a favore della fede cristiana. Formatosi in ambito neoplatonico, in particolare influenzato da Proclo, tanto da far supporre che fosse stato suo allievo, Pseudo-Dionigi concepiva la realtà e la conoscenza come derivanti dal principio supremo della creazione, Dio. Questo principio si esprime attraverso una gerarchia di intelligenze angeliche che si estende fino alla materia più bassa. Tale gerarchia si riflette nell'organizzazione piramidale della Chiesa e nella sua liturgia. Nel suo trattato De mystica theologia, l'uomo può conoscere e ascendere al principio divino tramite due vie. La prima, la teologia affermativa (o catafatica), attribuisce a Dio ogni qualità di tutte le cose, considerandolo la causa di tutto. Si giunge a lui tramite un progressivo accrescimento delle qualità finite di ogni singolo oggetto. La seconda, più elevata, è la teologia negativa (o apofatica), che comprende Dio attraverso la negazione di tutti gli attributi, poiché Dio trascende ogni realtà del mondo. Questa teologia mistica di Pseudo-Dionigi ebbe un grande successo nel Medioevo, influenzando profondamente il pensiero dei principali filosofi scolastici, come Giovanni Scoto Eriugena, Ugo di San Vittore, Alberto Magno, Bonaventura da Bagnoregio e Tommaso d'Aquino.

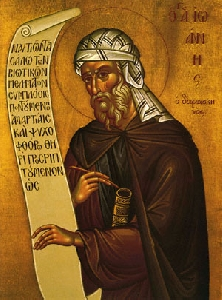
Giovanni Damasceno

Massimo il Confessore (580-662) è considerato l'ultimo filosofo originale della patristica greca. Nelle sue opere, Massimo rifletté sui più grandi pensatori cristiani dell'antichità, come Origene e Gregorio Nisseno. Riprese temi del neoplatonismo, ma interpretandoli secondo la dottrina cristiana, utilizzandoli come base per la propria cristologia. Il suo contributo più importante fu nel confutare efficacemente le dottrine eretiche del monoenergismo e del monoteletismo, che si erano diffuse in quegli anni e che furono condannate dal Concilio di Calcedonia. Massimo dimostrò che «in Cristo vi fossero due attività e due volontà, quella divina e quella umana».
La fine della patristica è solitamente associata all'opera di Giovanni Damasceno, un autore che non si distinse per originalità, ma piuttosto per il suo ruolo di "gran sistematore", volto a raccogliere e organizzare i testi dei suoi predecessori per costruire una sintesi utile delle nozioni filosofiche. La sua opera più celebre, De Fide Orthodoxa ("Sulla fede ortodossa"), è considerata una delle principali sintesi della dottrina cristiana, che influenzò la teologia bizantina e medievale. In essa, Giovanni trattò temi centrali come la Trinità, la creazione, l'incarnazione di Cristo, i sacramenti, la mariologia e altro. Questo trattato fa parte di un'opera più ampia, il Fons cognitionis ("Fonte della conoscenza"), che include anche Dialectica e De haeresibus, un'analisi delle eresie cristiane fino al suo tempo. Giovanni elenca e discute circa un centinaio di eresie, tra cui l'iconoclastia, diventata una questione centrale nel suo periodo, e si schiera fermamente contro di essa. Inoltre, nella sua apologia Discorsi in difesa delle immagini sacre, difese vigorosamente la figurazione cristiana, guadagnandosi il titolo di "teologo dell'immagine". A differenza di molti padri greci precedenti, Giovanni Damasceno si rifà maggiormente al pensiero di Aristotele, piuttosto che al neoplatonismo. Seguendo questa prospettiva, cercò di dimostrare l'esistenza di Dio, sostenendo che tutto ciò che è percepibile nell'esperienza sensibile è mutevole, comprese le anime e gli angeli, e che ciò che cambia è increato; quindi, tutto ciò che esiste in questo mondo è creato da un creatore increato. Inoltre, seguendo Epicuro, rigettò l'idea che l'ordine e la distinzione delle cose possano derivare dal caos, affermando che all'origine di tutto deve esserci la volontà di Dio.

## Eredità
Con la sistemazione composta dal Damasceno si può considerare chiusa l'età della patristica e, seppur il suo lavoro non abbia aggiunto nulla di sostanzialmente nuovo alla speculazione filosofica, si può considerare «uno dei più importati intermediari tra la cultura dei padri greci e la cultura latina dei teologici occidentali del medioevo».
L'eredità della patristica fu raccolta dalla scolastica, la filosofia che si sviluppò nelle scuole cattedrali del medioevo e proseguì nelle prime università medievali fino al XV secolo circa. La Catena aurea di san Tommaso d'Aquino arrivò a citare 22 autori latini e 57 autori greci, molti dei quali all'epoca ancora sconosciuti in Occidente, raccogliendo una qualità e quantità di testi non latini senza precedenti nell'Alto Medioevo.
Nel XIX secolo, Jacques Paul Migne raccolse nella Patrologia Latina e nella Patrologia Graeca tutti i testi cristiani pubblicati fino al XII secolo incluso. Il relativo contenuto è stato trasferito sul web, liberamente consultabile.